# Thiviers
Pour l’article ayant un titre homophone, voir Tiviers.
Thiviers est une commune située dans le sud-ouest de la France, dans le département de la Dordogne, en région Nouvelle-Aquitaine.
De 1790 à 2015, la commune a été le chef-lieu du canton de Thiviers, puis en 2015, elle est devenue son bureau centralisateur. C'est l'une des six villes-portes du parc naturel régional Périgord-Limousin.

## Géographie

### Généralités
Dans le quart nord-est du département de la Dordogne, en limite du Nontronnais et du Périgord central, Thiviers est une commune rurale qui fait partie de l'unité urbaine de Thiviers et de son aire d'attraction, zonage d’étude défini par l'Insee, qui a remplacé en 2020 l'aire urbaine de Thiviers qui incluait naturellement Thiviers. Elle est limitée au nord-ouest par deux cours d'eau : la Côle et son affluent le Touroulet.
La ville de Thiviers est implantée au croisement des routes départementales (RD) 77, 81 et 707, et de la route nationale 21, axe qui relie Limoges aux Pyrénées centrales. Elle est située, en distances orthodromiques, environ 30 kilomètres au nord-est de Périgueux et 55 kilomètres au sud-ouest de Limoges. Elle est également desservie en gare de Thiviers par la ligne ferroviaire Limoges - Périgueux.
Entre Eyzerac au sud et Nantheuil et Saint-Paul-la-Roche au nord, le sentier de grande randonnée GR 654 parcourt le territoire communal sur cinq kilomètres.

### Communes limitrophes
Thiviers est limitrophe de huit autres communes dont Saint-Jean-de-Côle au sud-ouest par un quadripoint.
|                               | Saint-Jory-de-Chalais | Saint-Paul-la-Roche |
| Saint-Romain-et-Saint-Clément | Thiviers              | Nantheuil           |
| Saint-Jean-de-Côle, Vaunac    | Eyzerac               | Corgnac-sur-l'Isle  |

### Géologie et relief

#### Géologie
Situé sur la plaque nord du Bassin aquitain et bordé à son extrémité nord-est par une frange du Massif central, le département de la Dordogne présente une grande diversité géologique. Les terrains sont disposés en profondeur en strates régulières, témoins d'une sédimentation sur cette ancienne plate-forme marine. Le département peut ainsi être découpé sur le plan géologique en quatre gradins différenciés selon leur âge géologique. Thiviers est dans le gradin extrême nord-est que constitue le dernier contrefort du Massif central, avec des roches cristallines formées au Paléozoïque, antérieurement au Carbonifère.
Les couches affleurantes sur le territoire communal sont constituées de formations superficielles du Quaternaire et de roches sédimentaires datant pour certaines du Cénozoïque, et pour d'autres du Mésozoïque et du Paléozoïque, ainsi que de roches métamorphiques. La formation la plus ancienne, notée ξ1, se compose de micaschistes lamelleux à deux micas, parfois grenats et silicates d'alumine (groupe de la Dronne, Néoprotérozoïque à Cambrien). La formation la plus récente, notée CFp, fait partie des formations superficielles de type colluvions indifférenciées de versant, de vallon et plateaux issues d'alluvions, molasses, altérites. Le descriptif de ces couches est détaillé dans  la feuille « no 735 - Thiviers » de la carte géologique au 1/50 000 de la France métropolitaine, et sa notice associée.

Carte géologique de Thiviers.

#### Relief et paysages

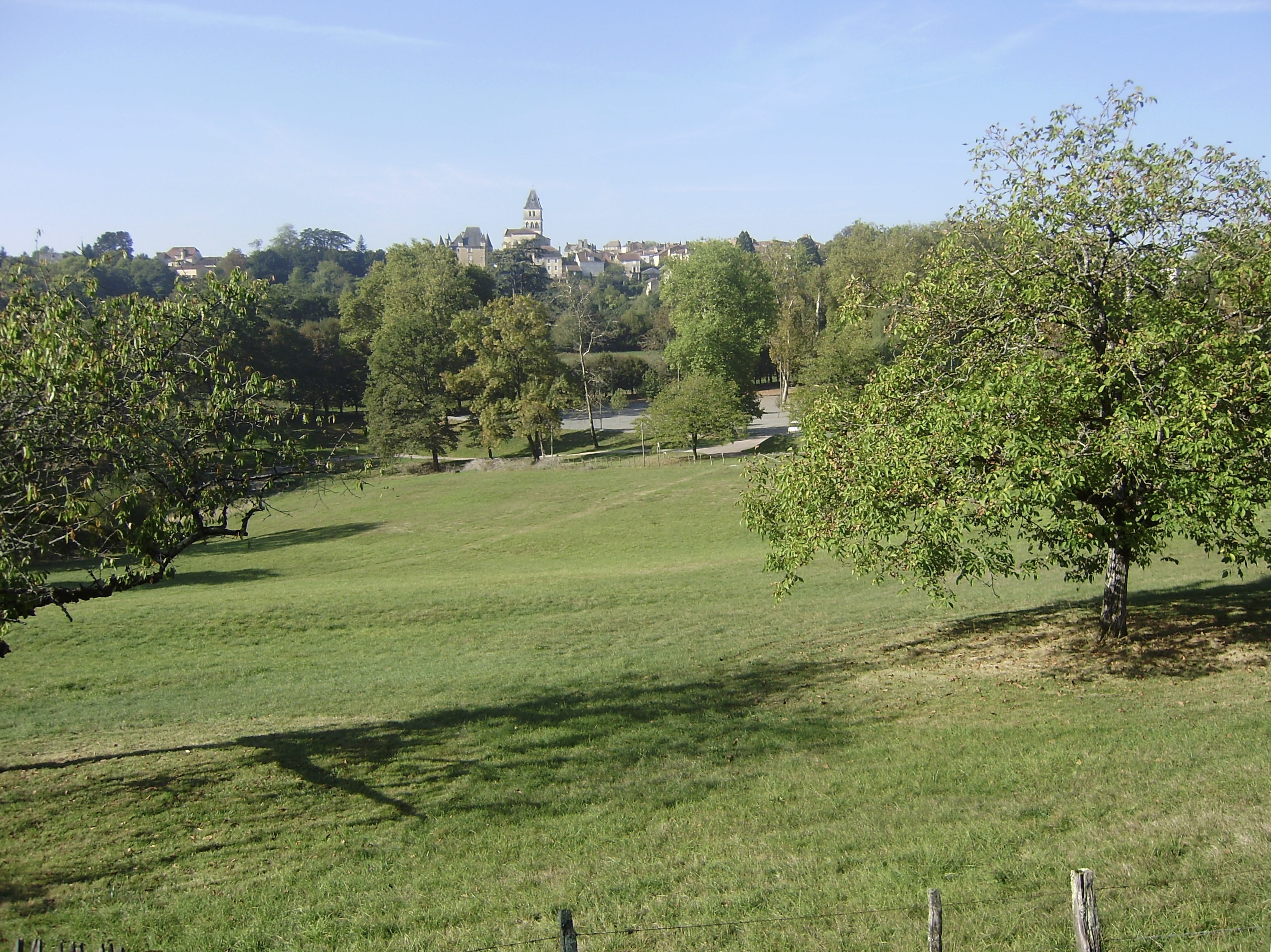
La ville de Thiviers vue depuis le nord-est.

Le département de la Dordogne se présente comme un vaste plateau incliné du nord-est (491 m, à la forêt de Vieillecour dans le Nontronnais, à Saint-Pierre-de-Frugie) au sud-ouest (2 m à Lamothe-Montravel). L'altitude du territoire communal varie quant à elle entre 147 mètres et 303 mètres,.
Dans le cadre de la Convention européenne du paysage entrée en vigueur en France le 1er juillet 2006, renforcée par la loi du 8 août 2016 pour la reconquête de la biodiversité, de la nature et des paysages, un atlas des paysages de la Dordogne a été élaboré sous maîtrise d’ouvrage de l’État et publié en octobre 2020. Les paysages du département s'organisent en huit unités paysagères,. La commune est dans l'unité paysagère du « Périgord limousin » qui correspond à la région naturelle du Nontronnais. Ce territoire forme un plateau collinaire aux pentes douces et sommets arasés, d’altitude moyenne autour des 300 m dont le point culminant est également celui de la Dordogne. Ce plateau cristallin est vallonné et dominé par les prairies aux horizons boisés. Il est entaillé de vallées profondes aux versants forestiers,.
La superficie cadastrale de la commune publiée par l'Insee, qui sert de référence dans toutes les statistiques, est de 27,77 km2,,. La superficie géographique, issue de la BD Topo, composante du Référentiel à grande échelle produit par l'IGN, est quant à elle de 28,68 km2.

### Hydrographie

#### Réseau hydrographique

Réseaux hydrographique et routier de Thiviers.

La commune est située dans le bassin de la Dordogne au sein du Bassin Adour-Garonne. Elle est drainée par la Côle, le Touroulet, le ruisseau de Chadourgnac, le ruisseau de Bonis, le ruisseau de Pierrefiche, le ruisseau de Saint-Avit et par divers petits cours d'eau, qui constituent un réseau hydrographique de 27 km de longueur totale,.
La Côle, d'une longueur totale de 51,53 km, prend sa source dans la commune de Firbeix et se jette dans la Dronne en rive gauche, en limite de Brantôme en Périgord et de Condat-sur-Trincou. Elle borde la commune au nord-ouest sur près de quatre kilomètres, face à Saint-Romain-et-Saint-Clément.
Le Touroulet, ou ruisseau de la Pouyade dans sa partie amont, d'une longueur totale de 16,97 km, prend sa source dans la commune de La Coquille et se jette dans la Côle en rive gauche en limite de Saint-Jory-de-Chalais et de Thiviers, face à Saint-Romain-et-Saint-Clément,. Il sert de limite naturelle au nord-ouest sur plus de deux kilomètres et demi face à Saint-Jory-de-Chalais.
Son affluent de rive gauche le ruisseau de Pierrefiche arrose le nord de la commune sur plus de quatre kilomètres et demi dont plus d'un kilomètre et demi marque la limite territoriale face à Saint-Jory-de-Chalais.
Le ruisseau de Bonis, autre affluent de rive gauche de la Côle, prend sa source dans le sud-ouest du territoire communal qu'il baigne sur 500 mètres.
Affluent de rive droite de l'Isle, le ruisseau de Saint-Avit arrose l'est et le sud-est de la commune sur plus d'un kilomètre dont 500 mètres, en deux tronçons, en limite de Nantheuil.
Autre affluent de rive droite de l'Isle, le ruisseau de Chadourgnac prend sa source dans le sud de la commune qu'il arrose sur 600 mètres.

#### Gestion et qualité des eaux
Le territoire communal est couvert par le schéma d'aménagement et de gestion des eaux (SAGE) « Isle - Dronne ». Ce document de planification, dont le territoire regroupe les bassins versants de l'Isle et de la Dronne, d'une superficie de 7 500 km2, a été approuvé le 2 août 2021. La structure porteuse de l'élaboration et de la mise en œuvre est l'établissement public territorial de bassin de la Dordogne (EPIDOR). Il définit sur son territoire les objectifs généraux d’utilisation, de mise en valeur et de protection quantitative et qualitative des ressources en eau superficielle et souterraine, en respect des objectifs de qualité définis dans le troisième SDAGE  du Bassin Adour-Garonne qui couvre la période 2022-2027, approuvé le 10 mars 2022.
La qualité des eaux de baignade et des cours d’eau peut être consultée sur un site dédié géré par les agences de l’eau et l’Agence française pour la biodiversité.

### Climat
Pour des articles plus généraux, voir Climat de la Nouvelle-Aquitaine et Climat de la Dordogne.
Historiquement, la commune est exposée à un climat océanique aquitain.  
En 2020, Météo-France publie une typologie des climats de la France métropolitaine dans laquelle la commune est exposée à un climat océanique altéré et est dans une zone de transition entre les régions climatiques « Aquitaine, Gascogne » et « Ouest et nord-ouest du Massif Central ». La première est caractérisée par une pluviométrie abondante au printemps, modérée en automne, un faible ensoleillement au printemps, un été chaud (19,5 °C), des vents faibles, des brouillards fréquents en automne et en hiver et des orages fréquents en été (15 à 20 jours).  La seconde présente une pluviométrie annuelle de 900 à 1 500 mm, maximale en automne et en hiver.
Pour la période 1971-2000, la température annuelle moyenne est de 11,9 °C, avec  une amplitude thermique annuelle de 15 °C. Le cumul annuel moyen de précipitations est de 1 060 mm, avec 13,2 jours de précipitations en janvier et 7,8 jours en juillet. Pour la période 1991-2020, la température moyenne annuelle observée sur la station météorologique de Météo-France la plus proche, sur la commune de Saint-Martin-de-Fressengeas à 7 km à vol d'oiseau, est de 12,4 °C et le cumul annuel moyen de précipitations est de 1 050,4 mm,. 
La température maximale relevée sur cette station est de 38,9 °C, atteinte le 7 août 2020 ; la température minimale est de −11,8 °C, atteinte le 9 février 2012.
Pour afficher une liste d’indicateurs climatiques caractérisant la commune aux horizons 2030, 2050 et 2100 et pouvoir ainsi s'adapter aux changements climatiques, entrer son nom dans Climadiag-commune, un site de Météo-France élaboré à partir des nouvelles projections climatiques de référence DRIAS-2020.

## Urbanisme

### Typologie
Au 1er janvier 2024, Thiviers est catégorisée bourg rural, selon la nouvelle grille communale de densité à 7 niveaux définie par l'Insee en 2022.
Elle appartient à l'unité urbaine de Thiviers, une agglomération intra-départementale dont elle est ville-centre,. Par ailleurs la commune fait partie de l'aire d'attraction de Thiviers, dont elle est la commune-centre,. Cette aire, qui regroupe 10 communes, est catégorisée dans les aires de moins de 50 000 habitants,.

### Occupation des sols
L'occupation des sols de la commune, telle qu'elle ressort de la base de données européenne d’occupation biophysique des sols Corine Land Cover (CLC), est marquée par l'importance des territoires agricoles (62,5 % en 2018), en diminution par rapport à 1990 (64,9 %). La répartition détaillée en 2018 est la suivante : 
zones agricoles hétérogènes (47,6 %), forêts (25,6 %), prairies (7,9 %), zones urbanisées (7,8 %), terres arables (5,9 %), mines, décharges et chantiers (3,1 %), cultures permanentes (1,1 %), milieux à végétation arbustive et/ou herbacée (1 %). L'évolution de l’occupation des sols de la commune et de ses infrastructures peut être observée sur les différentes représentations cartographiques du territoire : la carte de Cassini (XVIIIe siècle), la carte d'état-major (1820-1866) et les cartes ou photos aériennes de l'IGN pour la période actuelle (1950 à aujourd'hui).

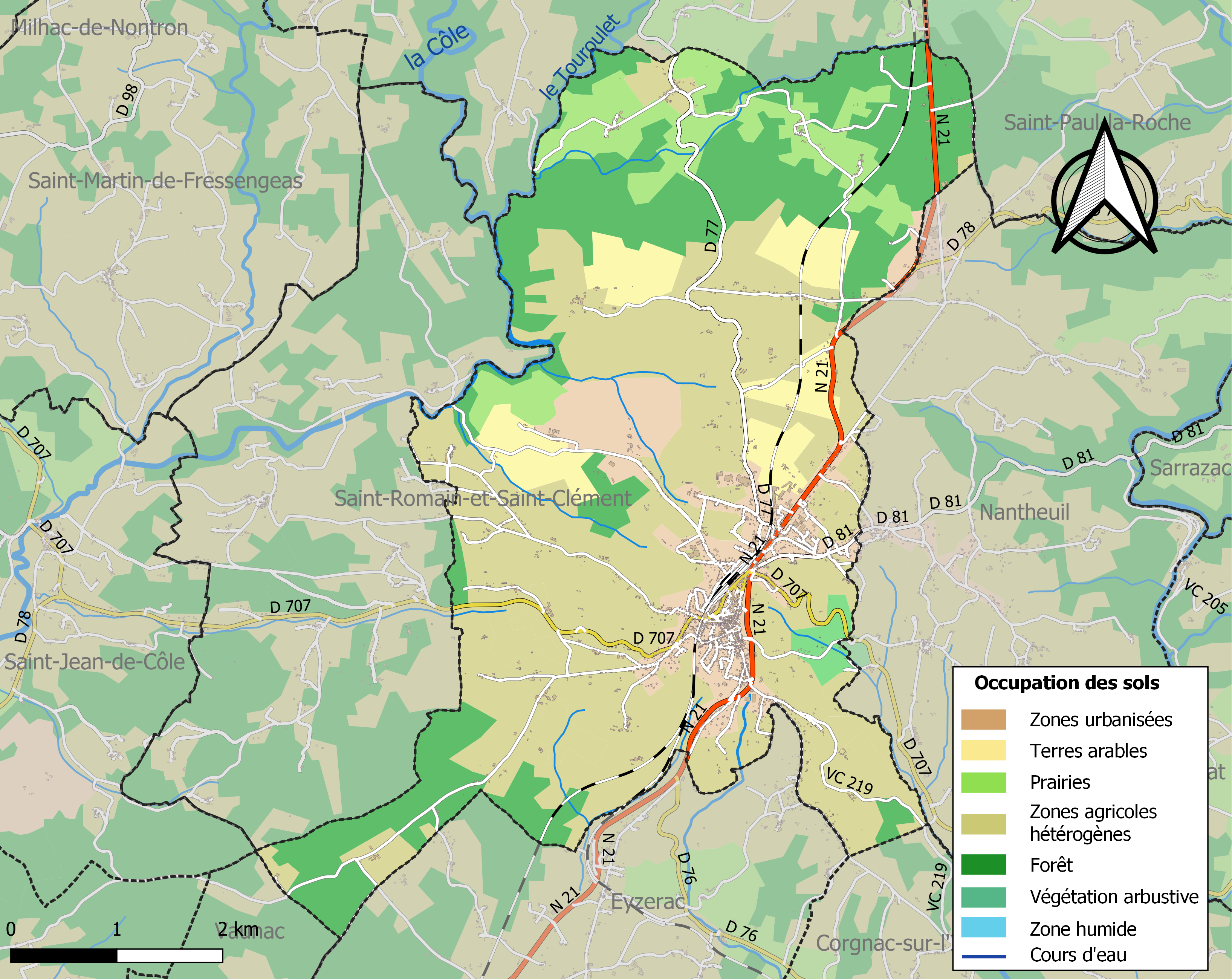
Carte des infrastructures et de l'occupation des sols de la commune en 2018 (CLC).

### Prévention des risques
Le territoire de la commune de Thiviers est vulnérable à différents aléas naturels : météorologiques (tempête, orage, neige, grand froid, canicule ou sécheresse), feux de forêts, mouvements de terrains et séisme (sismicité très faible). Il est également exposé à un risque technologique, le transport de matières dangereuses, et à un risque particulier : le risque de radon. Un site publié par le BRGM permet d'évaluer simplement et rapidement les risques d'un bien localisé soit par son adresse soit par le numéro de sa parcelle.

#### Risques naturels
Thiviers est exposée au risque de feu de forêt. L’arrêté préfectoral du 14 mars 2013 fixe les conditions de pratique des incinérations et de brûlage dans un objectif de réduire le risque de départs d’incendie. À ce titre, des périodes sont déterminées : interdiction totale du 15 février au 15 mai et du 15 juin au 15 octobre, utilisation réglementée du 16 mai au 14 juin et du 16 octobre au 14 février. En septembre 2020, un plan inter-départemental de protection des forêts contre les incendies (PidPFCI) a été adopté pour la période 2019-2029,.

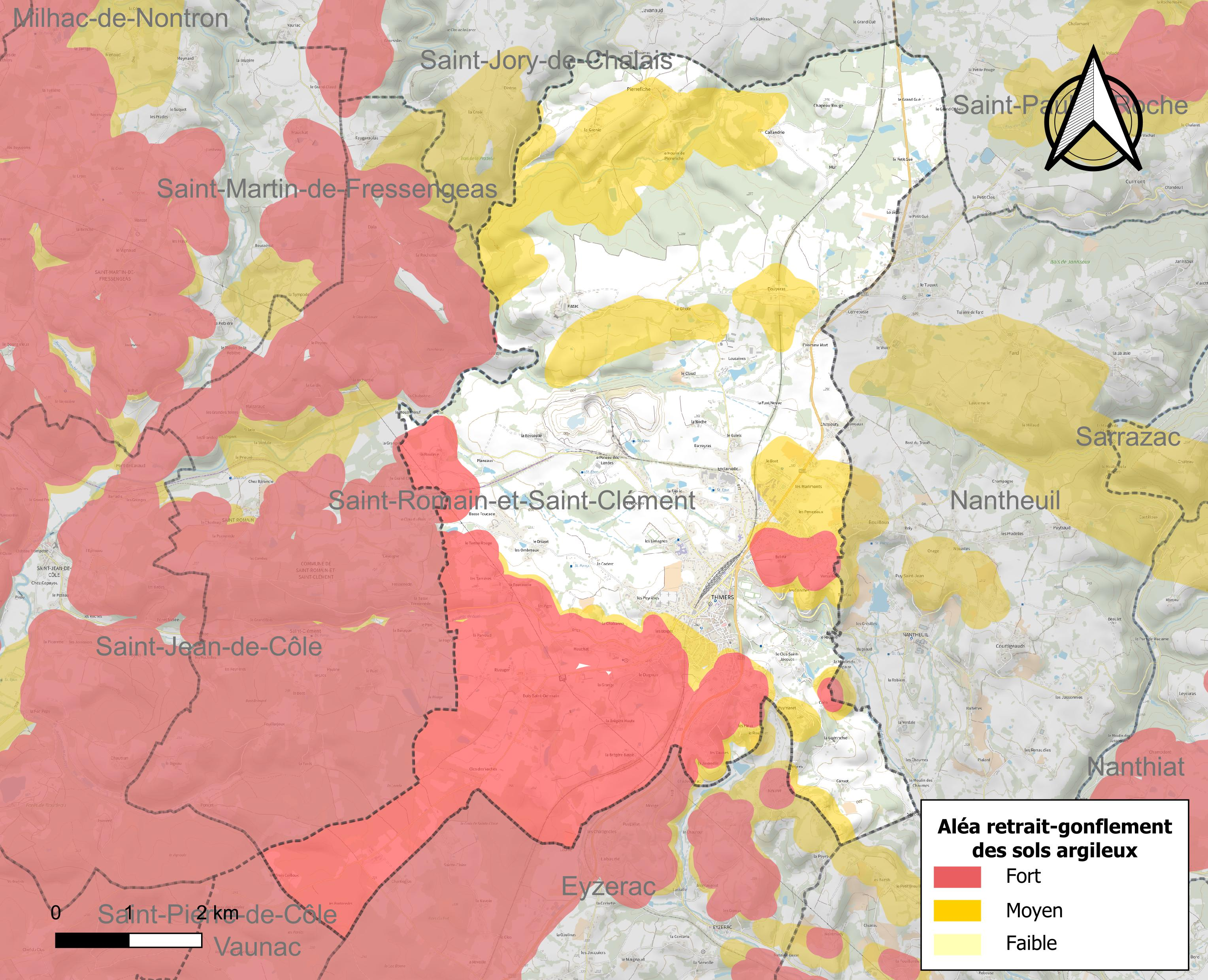
Carte des zones d'aléa retrait-gonflement des sols argileux de Thiviers.

Les mouvements de terrains susceptibles de se produire sur la commune sont des tassements différentiels. Le retrait-gonflement des sols argileux est susceptible d'engendrer des dommages importants aux bâtiments en cas d’alternance de périodes de sécheresse et de pluie. 45,4 % de la superficie communale est en aléa moyen ou fort (58,6 % au niveau départemental et 48,5 % au niveau national métropolitain). Depuis le 1er octobre 2020, en application de la loi ÉLAN, différentes contraintes s'imposent aux vendeurs, maîtres d'ouvrages ou constructeurs de biens situés dans une zone classée en aléa moyen ou fort,.
La commune a été reconnue en état de catastrophe naturelle au titre des dommages causés par les inondations et coulées de boue survenues en 1982, 1988, 1993, 1999, 2007 et 2008, par la sécheresse en 1989, 1991, 2003 et 2011 et par des mouvements de terrain en 1999.

#### Risque particulier
Dans plusieurs parties du territoire national, le radon, accumulé dans certains logements ou autres locaux, peut constituer une source significative d’exposition de la population aux rayonnements ionisants. Selon la classification de 2018, la commune de Thiviers est classée en zone 3, à savoir zone à potentiel radon significatif.

## Toponymie
En occitan, la commune porte le nom de Tivier, de Tiberius, nom gallo-romain de personne.

## Histoire

### Les origines
Les origines de Thiviers sont très incertaines. Il semblerait que l’étymologie de son nom soit celtique par les mots Tigernack, Tivernack, Tigern ou encore Tivern qui pourraient signifier « Maison des chefs ». La ville fut ensuite envahie tour à tour par les Romains, les Wisigoths, les Arabes, enfin les Francs, ce qui offre d'autres possibilités d'explication.
Le latin nous donne quelques réponses envisageables comme trivio qui signifie le carrefour des trois chemins, ou Tiberius, du nom de l’empereur dont on aurait donné le nom à cet endroit stratégique pour construire Tiberii ou Tiberium sur l’itinéraire de l’ancienne voie romaine de Vésone (Périgueux) à Augustoritum (Limoges) en passant par Fines (Firbeix).
Ce dernier nom serait devenu Tiverius à l'époque mérovingienne, lequel par déformation a donné Tiveris, Tiberio, Tyberio, qui donna Thiviers.

### Le Moyen Âge

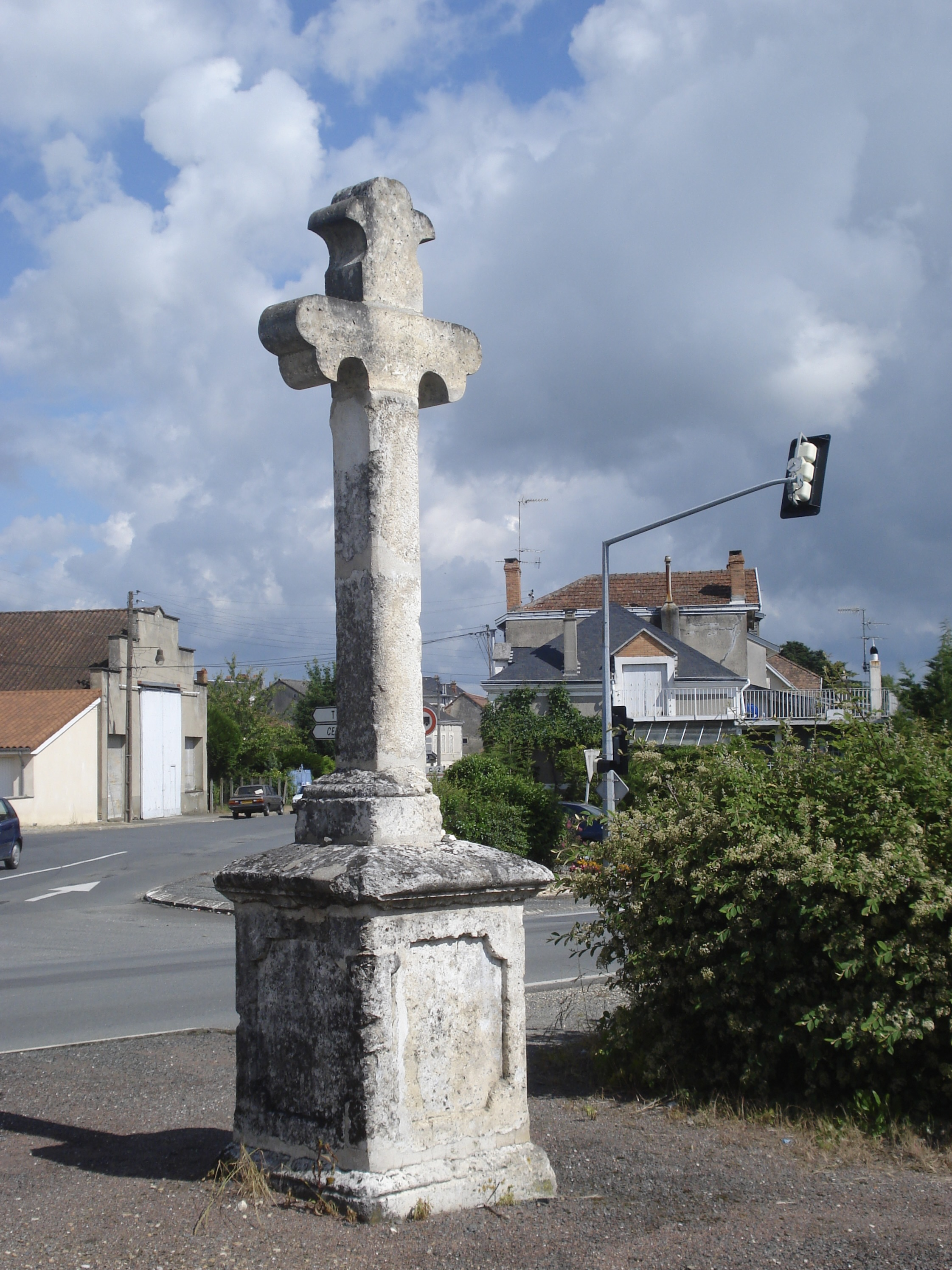
La croix de Saint Jacques au bord de la nationale 21.

Les premières traces authentifiées de documents se rapportant à la ville datent du XIe siècle. Ville franque, Thiviers eut le droit de battre sa propre monnaie dès le début de la monarchie française. De plus, elle constituait au XIIe siècle une des 32 villes closes du Périgord.
La cité, sur le chemin du pèlerinage de Saint-Jacques-de-Compostelle, devient une place forte construite autour de son église et de ses châteaux au nombre de trois à l’époque : Les Pélisses se trouvant en face de l’église, le château de Vaucocourt situé derrière l’église et le château de Banceil servant de première défense pour les attaques venant de Périgueux.
Comme toute ville féodale, Thiviers était entourée de fortifications, remparts et murailles, bordés de larges et profonds fossés. Elle comptait aussi en son sein une prison, une place d’armes, un couvent, un petit hospice.
On entrait dans la cité par trois portes : la porte de Pèze au nord, la porte de la Tour à l'ouest et la porte du Thou (ou du Thon) au sud ; mais l’accès ou plus exactement la sortie de la ville pouvait s'effectuer par des souterrains (ensevelis pour la plupart ensuite). De plus, de nombreux châteaux et manoirs fortifiés fleurirent autour de Thiviers tels que le manoir des Limagnes, le château de la Filolie, ou celui de Planeau.
La ville fut occupée et saccagée plusieurs fois : possession anglaise annexée par Richard Cœur de Lion, la ville redevint française au XIIe siècle. Jean Sans Terre, le roi d’Angleterre, s’en empara en 1211 et Guy, vicomte de Limoges, la conquit en 1212. Elle est de nouveau reprise par les Anglais qui en sont chassés sous le règne de Charles VI.
Érigée au XIVe siècle en prévôté, la catholique ville de Thiviers subit en 1575 le siège des calvinistes de Henri, vicomte de Turenne.
Lieu de passage fréquenté, Thiviers changea régulièrement de « propriétaire » à la suite des guerres internes et des rivalités, révoltes et révolutions, « coups de main » ou guérillas de toutes sortes. Elle dut également souffrir de famines, ou d'épidémies de peste.
La ville parvint toutefois à se reconstruire tant bien que mal au fil des siècles.

### À partir duXVIIIesiècle

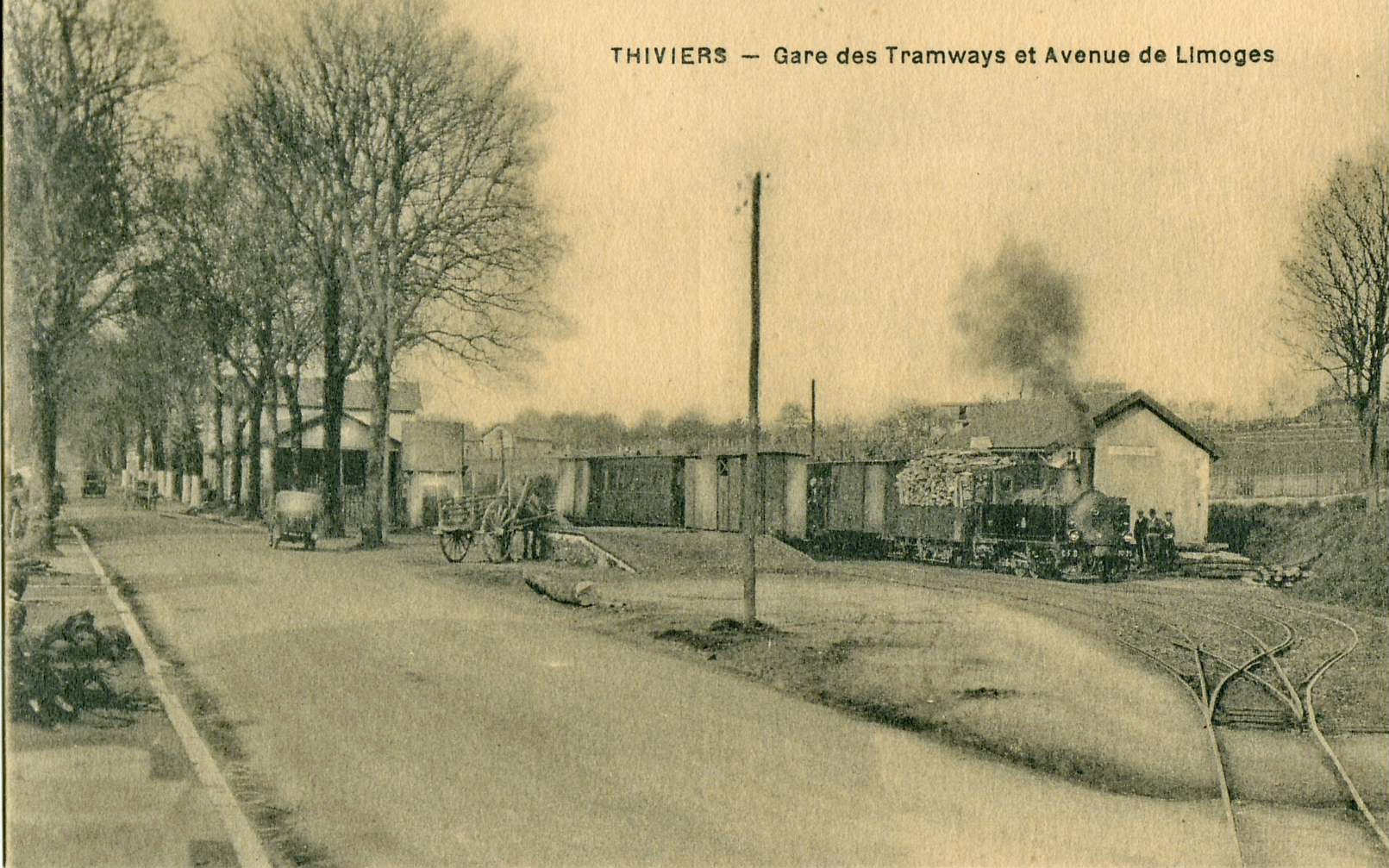
La gare terminus de la ligne de chemin de fer secondaire à voie métrique Saint-Yrieix - Thiviers, des tramways de la Dordogne.

Dans la seconde moitié du XVIIIe siècle, la ville vit l'installation de son premier relais de poste et de sa première manufacture de faïence.
Thiviers traversa sans exécutions la Révolution française  mais pas sans dommage puisque les archives de la ville furent brûlées et le château des Pélisses rasé. La ville ne trouva une réelle stabilité qu’en 1794, date à laquelle son premier maire important, Jean Theulier, est élu.
Au XIXe siècle, l'abbé François-Georges Audierne avait trouvé à Thiviers une monnaie, une « hélienne » frappée par Hélie II, comte de Périgord, fils de Boson II de la Marche, petit-fils de Boson le Vieux qui avait usurpé le droit de battre monnaie à l'évêque de Périgueux.
La ville fut desservie par le chemin de fer à partir de 1861, année où fut ouverte la ligne Limoges-Bénédictins - Périgueux, et devint un carrefour ferroviaire avec la mise en service en 1892 de la ligne Le Quéroy-Pranzac - Thiviers (fermée aux voyageurs en 1940 et aux marchandises en 1971) et, en 1898, la ligne Thiviers - Saint-Aulaire - Brive (fermée aux voyageurs en 1940 et aux marchandises en 1986). Elle fut également le terminus d'une ligne des Tramways de la Dordogne vers Saint-Yrieix, qui fonctionna de 1912 à 1934.
Elle entra alors dans une phase de développement plus agricole et commerçant qu’industriel dans un premier temps. La première brigade de sapeurs-pompiers fut créée en 1872.
Pour les besoins grandissants de la ville en énergie, Thiviers se dota en 1876 d’une usine à gaz fonctionnant à partir de la houille qui resta en fonctionnement jusqu’en 1960.
L’électricité, quant à elle, fut amenée tardivement en 1923. C’est en 1904 qu’apparut la première école communale de garçons. Par la suite, les filles y furent admises.
En 1943, le groupement 28 des Chantiers de la jeunesse, déplacé des Pyrénées en Dordogne, installe son magasin à la « Maison Carrée » et un groupe de jeunes au château de la Filolie.
Lors de la Seconde Guerre mondiale, le 28 avril 1944, un détachement allemand fait une incursion au lieu-dit les Merles et fusille cinq maquisards et cinq otages.
Le 11 novembre 1971, une fuite de gaz provoque l'explosion d'une armurerie — et de ses munitions — située au 1 rue Jean-Jaurès, embrasant plusieurs immeubles voisins et causant la mort de sept personnes ainsi qu'une quinzaine de blessés.

### La famille de Vaucocourt

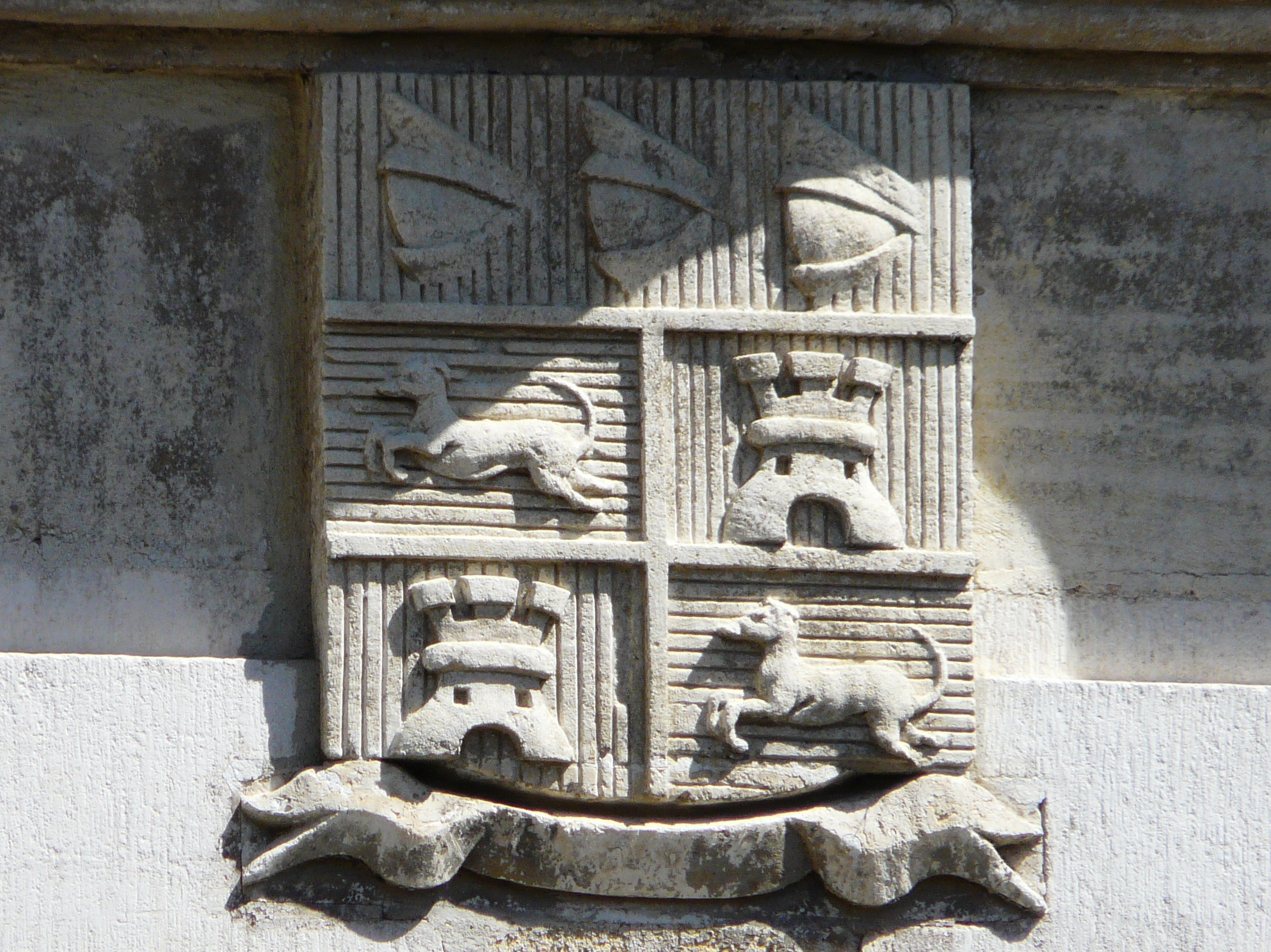
Les armoiries sur la façade ouest du château de Vaucocour.

La famille de Vaucocourt (ou Vaucocour ou Veaucocours) a beaucoup contribué à l’histoire de Thiviers. Ses premières traces dans la ville remonteraient au moins au XIe siècle.
Les Vaucocourt firent construire le château du même nom et furent pendant des siècles les dirigeants de la cité.
En mai 1640, le gouverneur François de Vaucocourt se rendit à Abjat où il fut assassiné. Il existe deux hypothèses pour ce meurtre. La première dit que le seigneur fut victime d’une sédition contre le service du roi et que les habitants de ce village l’auraient molesté à mort.
La seconde, plus populaire qu’officielle, dit que François de Vaucocourt se rendait au Fargeas sur la route d’Abjat pour y enlever une belle jeune femme. Jean Masfrand aurait eu vent de ce projet et aurait donné un coup mortel au seigneur.
Ce crime fut jugé et puni sévèrement : des habitants auraient été exécutés en place publique, la halle rasée et surtout la cloche de l’église d’Abjat de 900 kg confisquée et donnée à la famille de Vaucocourt pour la chapelle de son château (chapelle dont le clocher s’effondra quelques années plus tard à cause du poids de la cloche).
La famille de Thiviers, disparue en 1729, était une branche directe de la famille de Vaucocourt. Cette dernière s’est éteinte par les mâles au début du XIXe siècle, mais reste représentée en filiation féminine par les du Mas de Veaucocours.

### La famille Theulier
Une autre famille est étroitement liée à Thiviers : la famille Theulier. Ses origines thibériennes remontent au moins au XVIIe siècle : un M. Theulier fut nommé consul de la ville en 1608.
La « pommade ophtalmique de la veuve Farnier », créée en 1764, est due à cette famille, le nom de jeune fille de cette veuve était Theulier; cette pommade fut fabriquée et distribuée par la famille.
Au XIXe siècle, le docteur Jules Theulier fut surnommé pour sa charité et sa bonté « le médecin des pauvres » ; par reconnaissance de ses œuvres, une rue porte son nom.
Son fils, Albert, très longtemps maire de la ville, conseiller général et député, fit beaucoup pour Thiviers : création de l’école maternelle, jardin public, etc.
Depuis 1922, la maison de la famille est devenue la mairie et ses terrains adjacents, le parc Theulier.

## Politique et administration

### Rattachements administratifs
La commune de Thiviers est devenue, dès 1790, le chef-lieu du canton de Thiviers qui dépendait du district d'Excideuil jusqu'en 1795, date de suppression des districts. En 1801, le canton est rattaché à l'arrondissement de Nontron.
Dans le cadre de la réforme de 2014 définie par le décret du 21 février 2014, et supprimant la moitié des cantons du département, la commune reste attachée au même canton qui devient plus étendu lors des élections départementales de mars 2015. La commune en est le bureau centralisateur.

### Intercommunalité
Au 1er janvier 2002, Thiviers intègre dès sa création la communauté de communes du Pays thibérien dont elle est le siège. Au 1er janvier 2017, celle-ci est dissoute et ses communes — hormis Sorges et Ligueux en Périgord — rejoignent la communauté de communes des Marches du Périg'Or Limousin Thiviers-Jumilhac, dont Thiviers devient le siège qui, en octobre 2017, prend le nom de communauté de communes Périgord-Limousin.

### Administration municipale
La population de la commune étant comprise entre 2 500 et 3 499 habitants au recensement de 2017, vingt-trois conseillers municipaux ont été élus en 2020,.

### Liste des maires

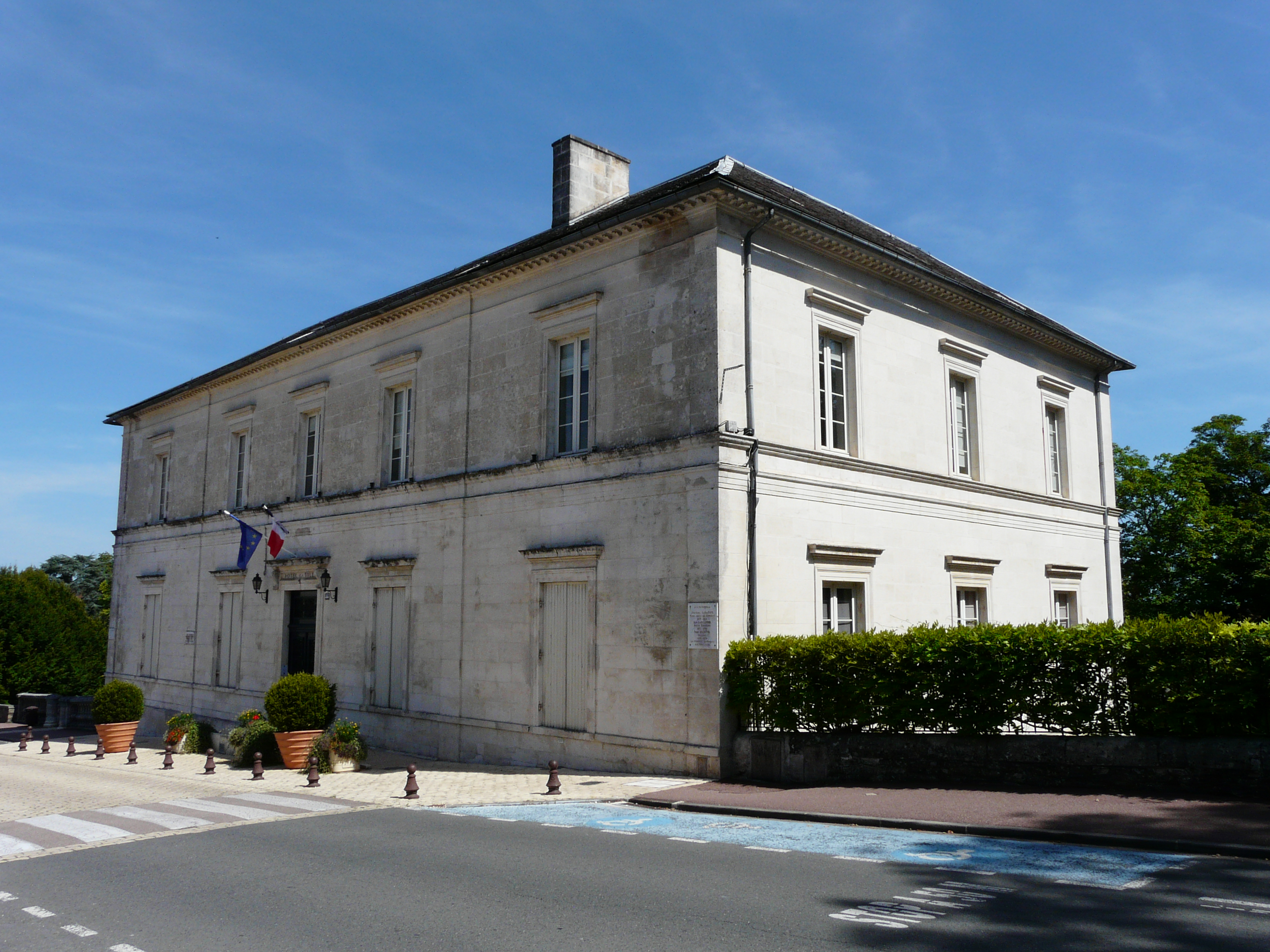
L'hôtel de ville en 2015.

| Période                                  | Période                  | Identité                  | Étiquette | Qualité |
| ---------------------------------------- | ------------------------ | ------------------------- | --------- | --- |
| septembre 1792                           |                          | Jean Theulier (1767-1818) |           | Marchand drapier |
| Les données manquantes sont à compléter. |                          |                           |           | |
| mai 1871                                 | 1874 (révocation)        | Albert Emmanuel Theulier  | G.rad.    | Docteur en médecine Conseiller général de Thiviers (1870 → 1901) Président du conseil général de la Dordogne (1894 → 1901)                |
| Les données manquantes sont à compléter. |                          |                           |           | |
| 1940                                     | mai 1945                 | Pierre-Émile Combelas     |           | Négociant |
| mai 1945                                 | 1951 (décès)             | Maurice Rejou             | SFIO      | Pharmacien Conseiller général de Thiviers (1951 → 1958) Vice-président du conseil général de la Dordogne                                  |
| 1951                                     | janvier 1962 (décès)     | Léon Leymarie (1900-1962) | SFIO      | Instituteur puis directeur de cours complémentaire Conseiller général de Thiviers (1951 → 1958)                                           |
| 1962                                     | mars 1971                | Pierre-Émile Combelas     | Rad.      | Négociant Conseiller général de Thiviers (1964 → 1970)                                                                                    |
| mars 1971                                | mars 2001                | Roger Jaccou              | DVD-UDF   | Entrepreneur de travaux publics Conseiller régional d'Aquitaine (1997 → 1998) Conseiller général de Thiviers (1984 → 1988)                |
| mars 2001                                | mars 2014                | Michel Jaccou             | UMP,      | Chef d'entreprise |
| mars 2014                                | octobre 2015 (démission) | Michel Villepontoux       | PS        | Instituteur retraité |
| octobre 2015                             | mai 2020                 | Pierre-Yves Couturier     | SE        | Avocat d'affaires Vice-président de la CC Périgord-Limousin                                                                               |
| mai 2020                                 | En cours                 | Isabelle Hyvoz            | DVD       | Adjointe au maire (2008 → 2014) Conseillère départementale de Thiviers (2021 → ) 1re vice-présidente de la CC Périgord-Limousin (2020 → ) |

### Jumelages
La ville de Thiviers est jumelée avec les villes de :
- Östringen (Allemagne) depuis 1989
- Javea (Espagne) depuis 2006

## Équipements et services publics

### Eau
En 2024, la commune dépend du Syndicat mixte des eaux de la Dordogne (SMDE 24). Au 1er janvier 2025, elle va être rattachée au Syndicat intercommunal d'alimentation en eau potable (SIAEP) du Nord Est Périgord.

### Enseignement
En septembre 2014 est inauguré à Thiviers le « Pôle d'excellence du cuir et du luxe », permettant la formation de personnel qualifié à destination des établissements industriels du cuir ou du luxe de la région (Hermès, Maroquinerie nontronnaise, Repetto, Sellerie CWD, etc.).
Selon le classement établi par l'Éducation nationale en 2022, le lycée public Porte-d'Aquitaine est considéré comme performant au bac professionnel en 2021 avec 91 % de réussite.
À la rentrée scolaire 2023, la commune dispose d'une école maternelle, de l'école élémentaire Charlotte-Sere, du collège Léonce-Bourliaguet et du lycée professionnel Porte d'Aquitaine.

### Justice
En 2023, dans le domaine judiciaire, Thiviers relève : 
- du tribunal judiciaire, du tribunal pour enfants, du conseil de prud'hommes et du tribunal de commerce de Périgueux ;
- du pôle Nationalité du tribunal judiciaire de Périgueux (compétent uniquement dans le domaine de la nationalité) ;
- de la cour d'appel, du tribunal administratif et de la  cour administrative d'appel de Bordeaux.

## Population et société

### Démographie

#### Évolution démographique de Thiviers
L'évolution du nombre d'habitants est connue à travers les recensements de la population effectués dans la commune depuis 1793. Pour les communes de moins de 10 000 habitants, une enquête de recensement portant sur toute la population est réalisée tous les cinq ans, les populations de référence des années intermédiaires étant quant à elles estimées par interpolation ou extrapolation. Pour la commune, le premier recensement exhaustif entrant dans le cadre du nouveau dispositif a été réalisé en 2005.

En 2022, la commune comptait 2 889 habitants, en évolution de −0,07 % par rapport à 2016 (Dordogne : +0,37 %, France hors Mayotte : +2,11 %).
| 1793  | 1800  | 1806  | 1821  | 1831  | 1836  | 1841  | 1846  | 1851  |
| ----- | ----- | ----- | ----- | ----- | ----- | ----- | ----- | ----- |
| 1 800 | 1 524 | 1 727 | 2 016 | 2 308 | 2 410 | 2 339 | 2 284 | 2 383 |

| 1856  | 1861  | 1866  | 1872  | 1876  | 1881  | 1886  | 1891  | 1896  |
| ----- | ----- | ----- | ----- | ----- | ----- | ----- | ----- | ----- |
| 2 433 | 2 635 | 2 916 | 2 916 | 3 145 | 3 302 | 3 625 | 3 765 | 3 383 |

| 1901  | 1906  | 1911  | 1921  | 1926  | 1931  | 1936  | 1946  | 1954  |
| ----- | ----- | ----- | ----- | ----- | ----- | ----- | ----- | ----- |
| 3 284 | 3 251 | 3 398 | 3 194 | 3 285 | 3 242 | 3 278 | 3 507 | 3 465 |

| 1962  | 1968  | 1975  | 1982  | 1990  | 1999  | 2005  | 2006  | 2010  |
| ----- | ----- | ----- | ----- | ----- | ----- | ----- | ----- | ----- |
| 3 609 | 3 838 | 4 154 | 3 915 | 3 590 | 3 261 | 3 227 | 3 163 | 3 095 |

| 2015  | 2020  | 2022  | - | - | - | - | - | - |
| ----- | ----- | ----- | - | - | - | - | - | - |
| 2 893 | 2 870 | 2 889 | - | - | - | - | - | - |

#### L'agglomération et l'aire urbaine
L'unité urbaine de Thiviers (l'agglomération) regroupe deux communes : Nantheuil et Thiviers, soit 3 843 habitants en 2017.
L'aire urbaine s'étend sur deux communes supplémentaires : Eyzerac et Saint-Romain-et-Saint-Clément et comprend 4 731 habitants en 2017.

### Sports
En 2015, les trois clubs de rugby d'Excideuil, Négrondes et Thiviers fusionnent, formant le « XV Haut Périgord », évoluant en Régionale 2 pour la saison 2021-2022 et montant en Régionale 1 lors de la saison suivante.

## Économie
L'emploi est analysé ci-dessous selon qu'il affecte les habitants de la commune ou qu'il est proposé sur le territoire de celle-ci.

### Emploi
Entre 1978 et 2018, la commune a perdu 1 500 emplois.

#### L'emploi des habitants
En 2018, parmi la population communale comprise entre 15 et 64 ans, les actifs représentent 1 110 personnes, soit 38,7 % de la population municipale. Le nombre de chômeurs (207) n'a pas évolué par rapport à 2013) et le taux de chômage de cette population active s'établit à 18,7 %.

#### L'emploi sur la commune
En 2018, la commune offre 1 668 emplois pour une population de 2 871 habitants. Le secteur tertiaire prédomine avec 39,5 % des emplois mais le secteur comprenant l'administration publique, l'enseignement, la santé et l'action sociale est également très présent avec 31,8 %.
Répartition des emplois par domaines d'activité
|                     | Agriculture, sylviculture ou pêche | Industrie | Construction | Commerce, transports et services | Administration publique, enseignement, santé, action sociale |
| ------------------- | ---------------------------------- | --------- | ------------ | -------------------------------- | ------------------------------------------------------------ |
| Nombre d'emplois    | 30                                 | 293       | 155          | 659                              | 531                                                          |
| Pourcentage         | 1,8 %                              | 17,6 %    | 9,3 %        | 39,5 %                           | 31,8 %                                                       |
| Source des données. |                                    |           |              |                                  |                                                              |

### Établissements
Fin 2018, la commune compte 172 établissements actifs employeurs, dont 114 au niveau des commerces, transports ou services, vingt-neuf relatifs au secteur administratif, à l'enseignement, à la santé ou à l'action sociale, treize dans la construction, douze dans l'industrie, et quatre dans l'agriculture, la sylviculture ou la pêche.

### Entreprises
Parmi les entreprises dont le siège social est en Dordogne, deux situées à Thiviers se classent parmi les cinquante premières quant au chiffre d'affaires hors taxes en 2015-2016 :
- Périgord bétail (commerce de gros interentreprises d'animaux vivants) : 26e avec 32 828 k€ ;
- SCA Univia Périgord Limousin Agenais (commerce de gros interentreprises d'animaux vivants) : 44e avec 25 115 k€.

Parmi les cinquante premières entreprises de chaque secteur économique dans le département, classées selon le chiffre d'affaires hors taxes en 2015-2016, on trouve implantées à Thiviers :
- dans l'industrie, deux entreprises[85], 
  - Calcaires et diorite du Périgord (exploitation de gravières et sablières, extraction d'argiles et de kaolin) se classe 21e avec 10 806 k€ ;
  - Bétons contrôlés périgourdins (fabrication de béton prêt à l'emploi) est 44e avec 4 892 k€ ;
- dans le commerce, deux entreprises[86] :
  - Périgord bétail se classe 12e ;
  - SCA Univia Périgord Limousin Agenais est 23e ;
- dans le BTP, deux entreprises[87] :
  - Vigier génie civil environnement (construction de réseaux pour fluides) est 8e avec 8 108 k€ ;
  - Vigier travaux service (autres travaux spécialisés de construction) est 30e avec 3 705 k€.

Tous secteurs confondus parmi les entreprises de la Dordogne ayant leur siège social dans le département, Périgord bétail se classe 22e, quant au chiffre d'affaires à l'exportation en 2015-2016 avec 3 146 k€.
Exploitant des carrières d'argile de bonne qualité, depuis le milieu du XVIIIe siècle jusqu'en 1929, deux familles : d'abord les Dubourdieu, puis les Demarthon à partir de 1853, ont fabriqué à Thiviers des faïences destinées à la classe moyenne.
L'entreprise de transports Vialle qui employait à Thiviers 400 personnes en 2002 a cessé toute activité en 2005.
En 2015, l'abattoir de Thiviers est le principal employeur de la commune avec 150 personnes.
La carrière de Planeaux, exploitée par les « Carrières de Thiviers » est la plus importante carrière de l'ancienne région Aquitaine avec la production annuelle de 1,3 million de tonnes de granulats de diorite, ce qui constitue la totalité du fret en gare de Thiviers. Début 2018, près de soixante employés y travaillent et l'exploitation de la carrière génère environ 450 emplois indirects, dont une centaine de chauffeurs poids lourds d'entreprises sous-traitantes.

## Tourisme
Opéré par Daniel Claret, retraité de la SNCF et président de la Fédération des vélorails de France, le vélorail du Périgord Vert passe par gare de Chatignolles, située sur la commune, et permet de se rendre à Saint-Andrieux en faisant 14 km aller retour à vélorail à assistance électrique,.
Thiviers se situe sur l'itinéraire de la « Flow Vélo », véloroute/voie verte V92 qui, sur près de 400 kilomètres, permet de relier Sarlat-la-Canéda et Île-d'Aix.

## Culture et patrimoine

### Lieux et monuments

#### Patrimoine civil
- Château de Banceil, XVIe et XVIIe siècles, transformé en logements.
- Château de la Filolie[95],[96]qui appartint au célèbre parfumeur François Coty[Information douteuse], aujourd'hui école ménagère.
- Château de Razac, XVIe siècle.
- Château de Vaucocour ; son aspect médiéval n’est quasiment plus apparent à la suite de nombreuses rénovations au cours des siècles.
- Maisons anciennes, dont certaines maisons à colombages[97].
- Monument aux morts de la Première Guerre mondiale, dans le cimetière, dont la construction a été décidée en 1922[98].

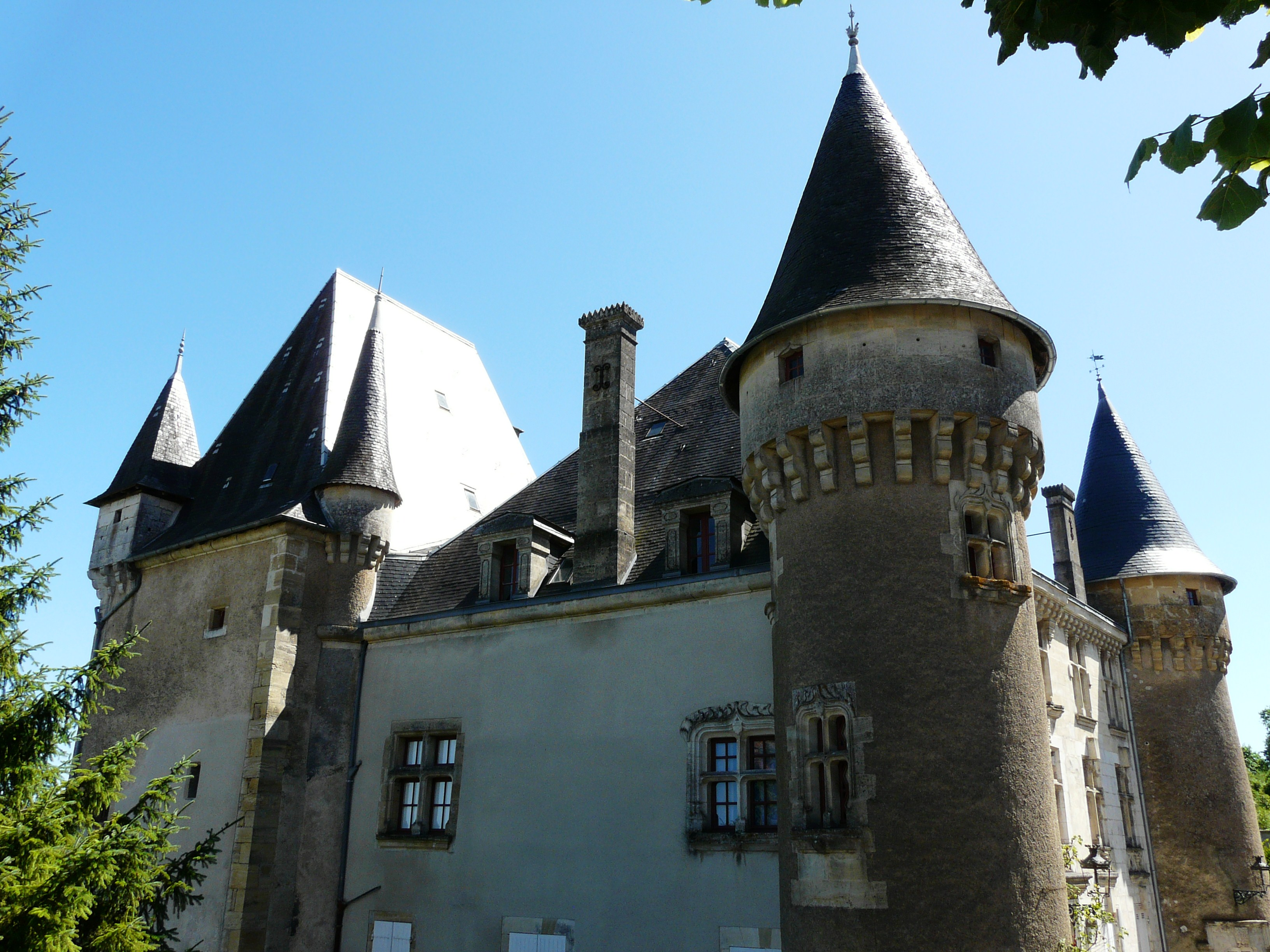
Le château de Vaucocour.
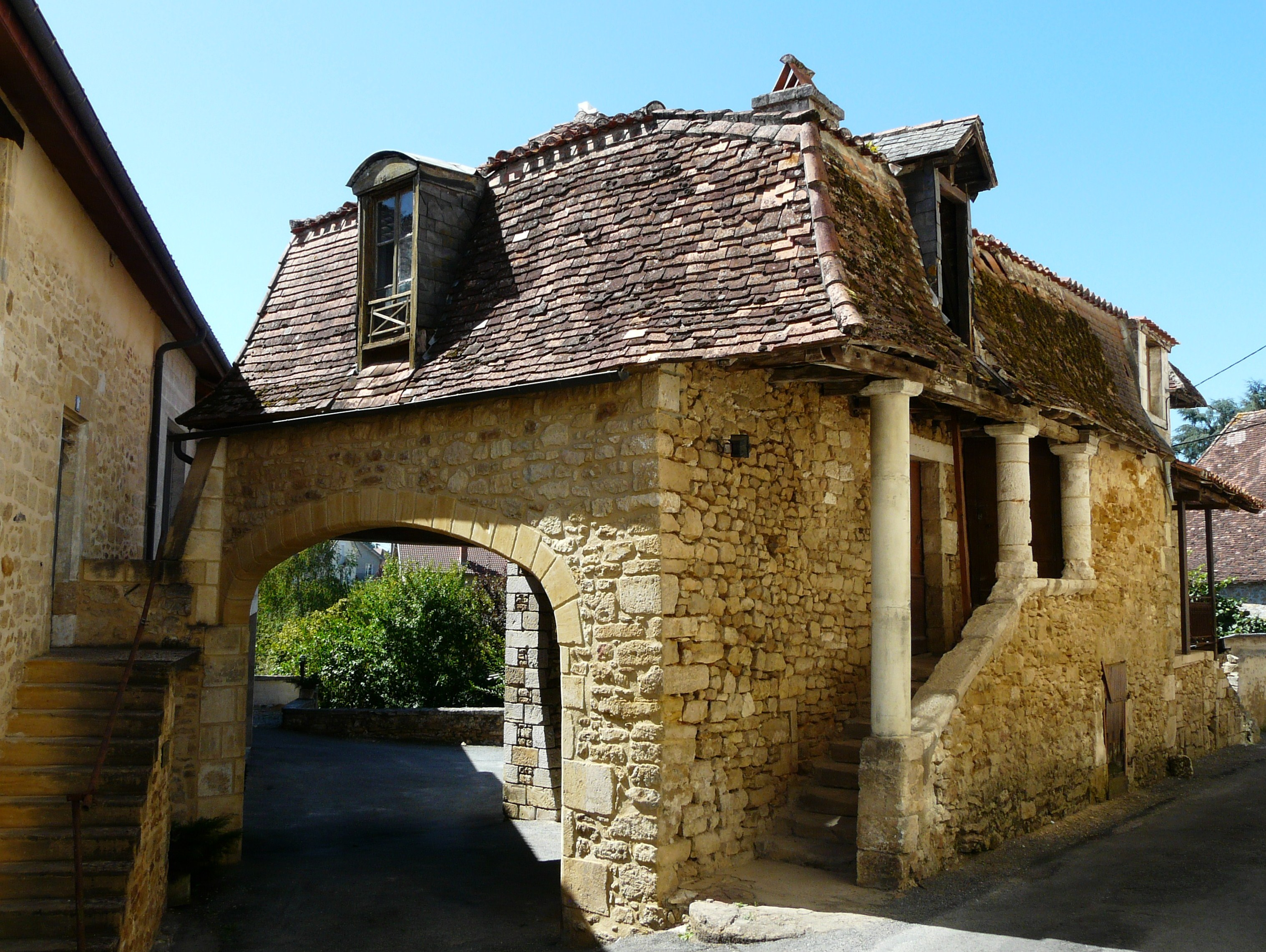
Maison du XVIe siècle.
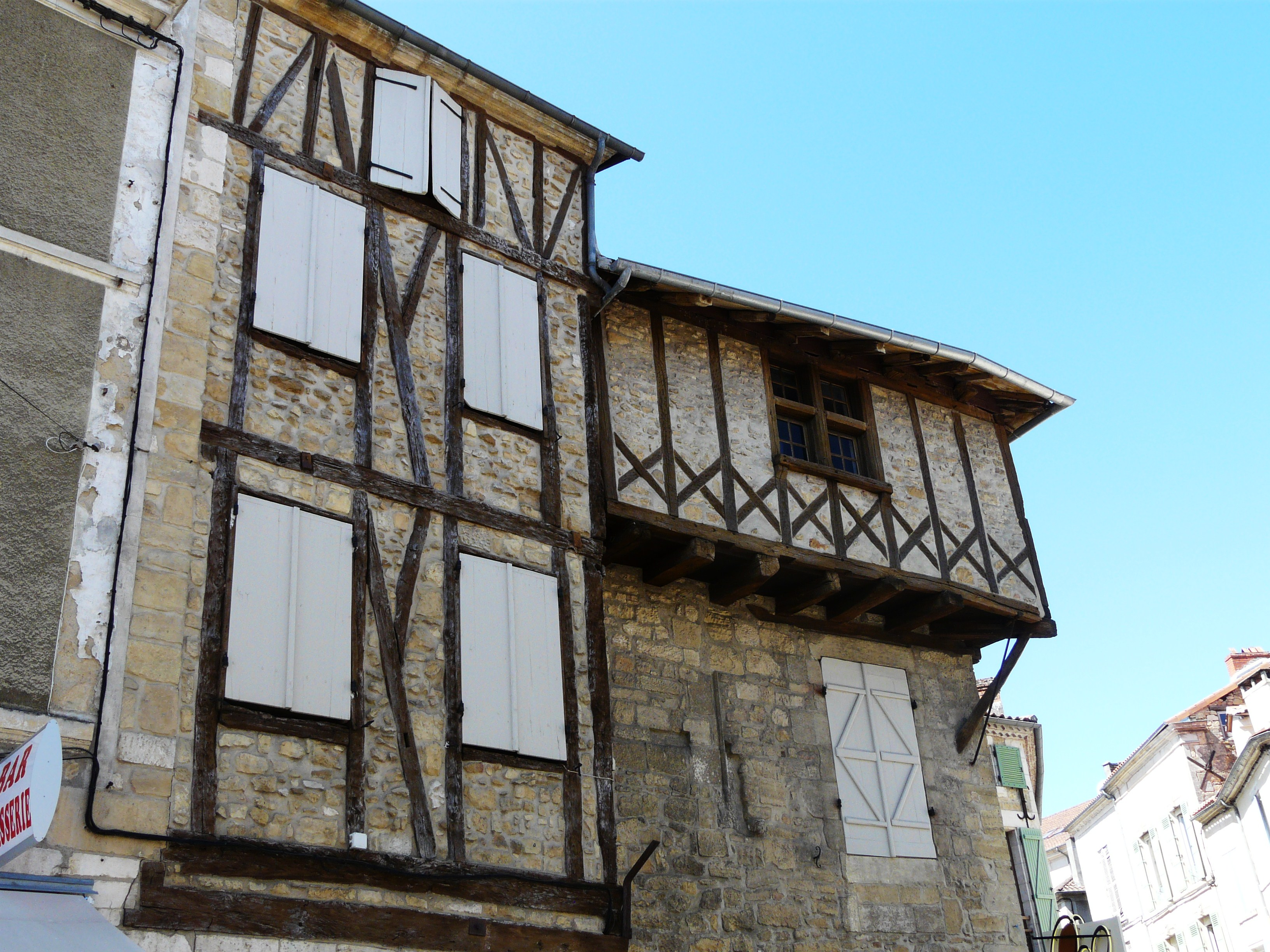
Maisons à colombages.
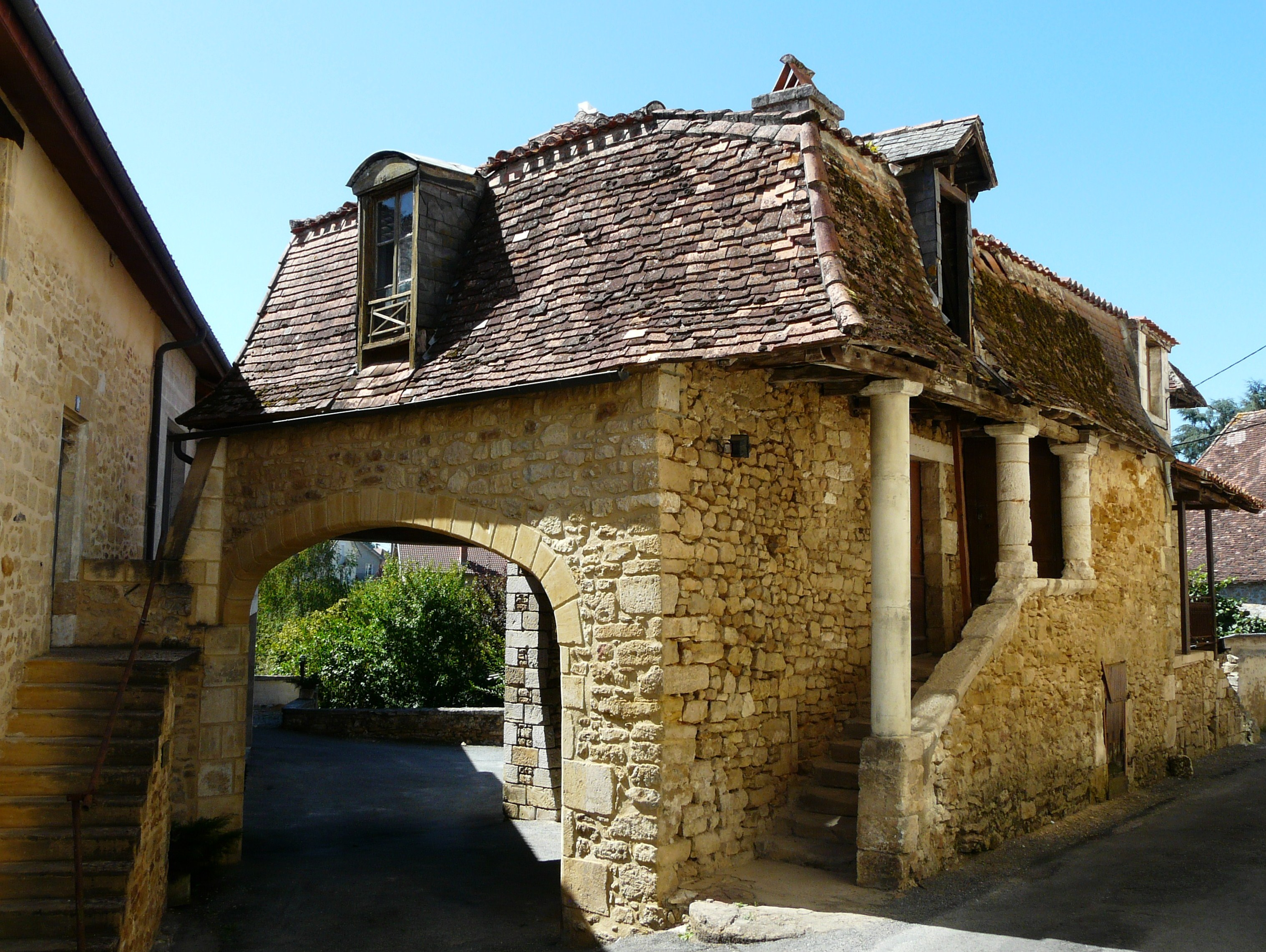
Maison du XVIe siècle.
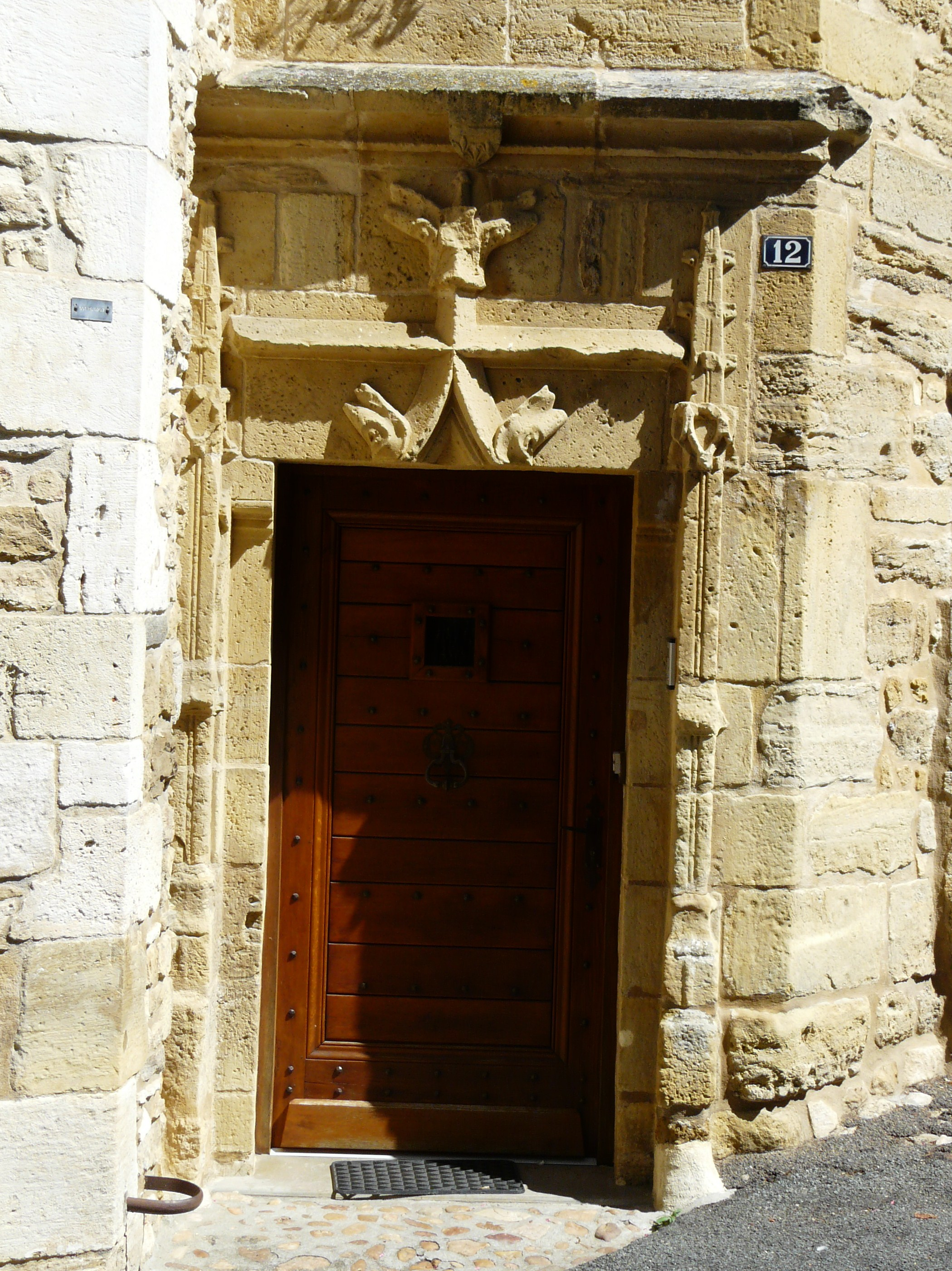
Porte d'entrée d'une maison ancienne.

#### Patrimoine religieux
- Église Notre-Dame de l'Assomption du XIIe siècle, remaniée aux XVIe et XIXe siècles, inscrite aux monuments historiques depuis 1926[99] ;
- Église de Pierrefiche du XIXe siècle, érigée à la place d'une chapelle datant de 1601[100] ;
- Chapelle de l'ancien hôpital ;
- Couvent Saint-Paul, avec deux chapelles : fondé en 1870, il a servi d'hôpital pendant la Première Guerre mondiale, de pensionnat et d'orphelinat, puis de centre médico-social dans les années 1970. Il est racheté en 2019 par l'Institut du Bon-Pasteur, d'obédience catholique traditionaliste, pour le transformer en centre spirituel[97].

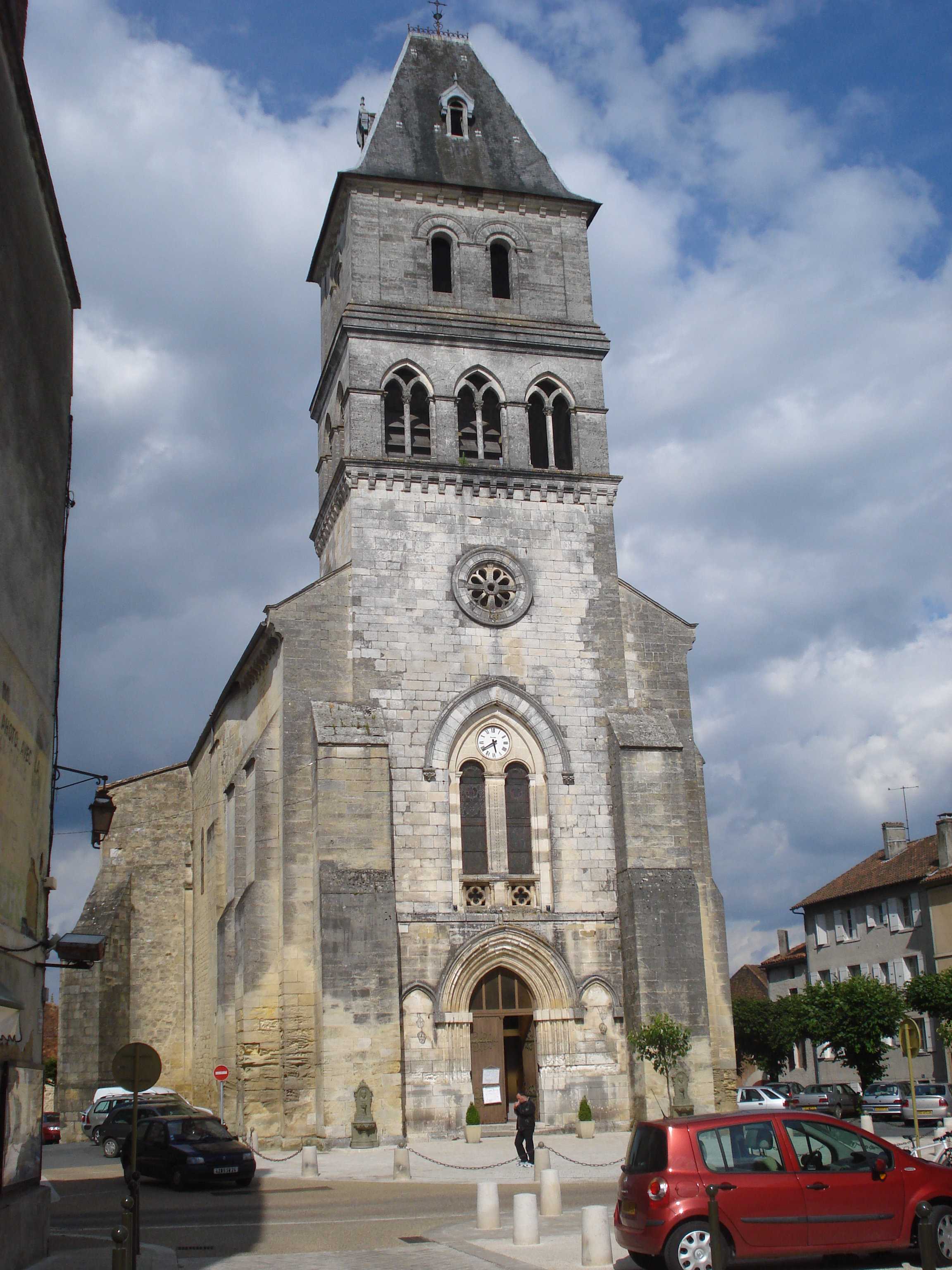
L'église Notre-Dame de l'Assomption.
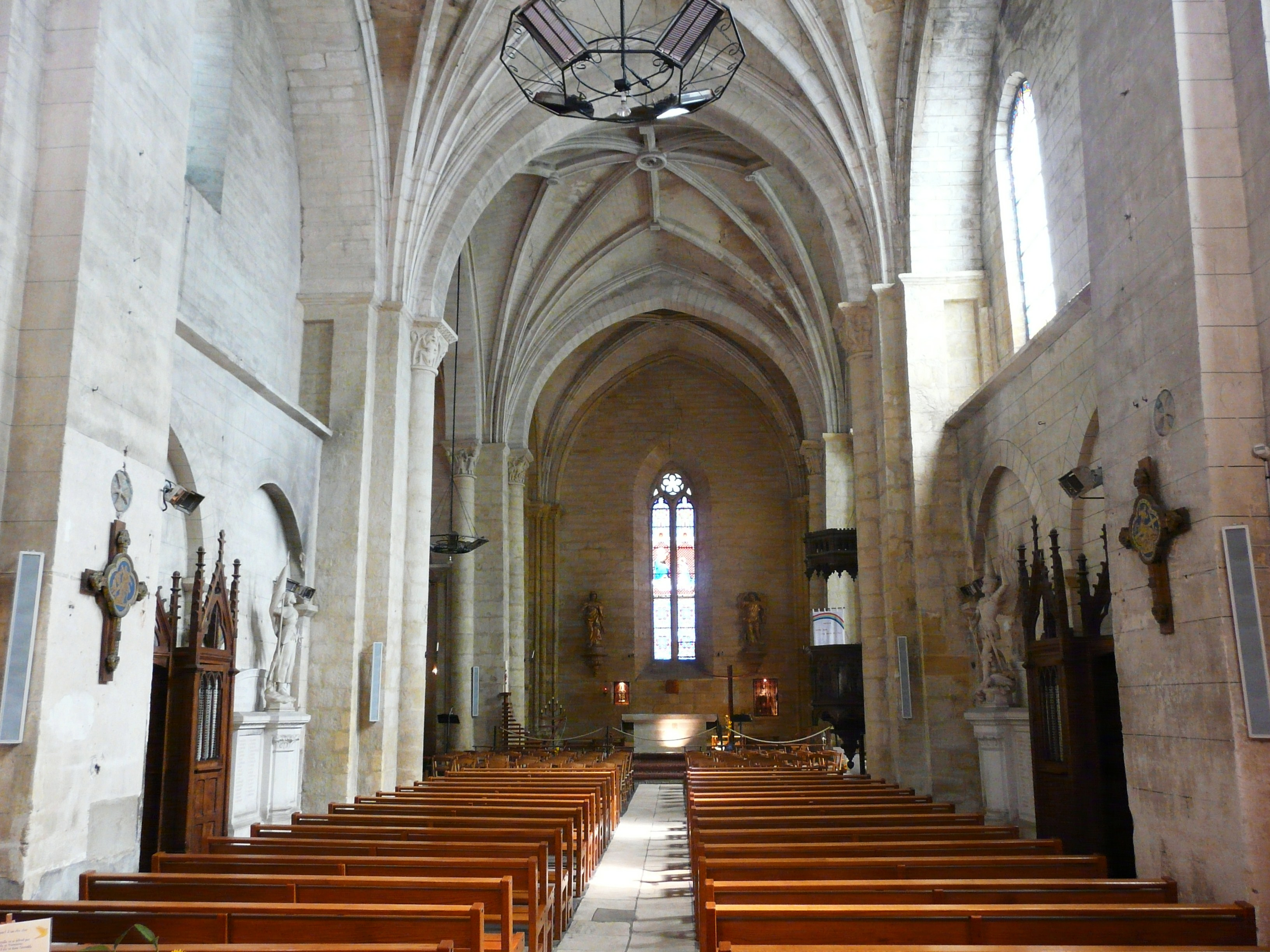
La nef de Notre-Dame de l'Assomption.
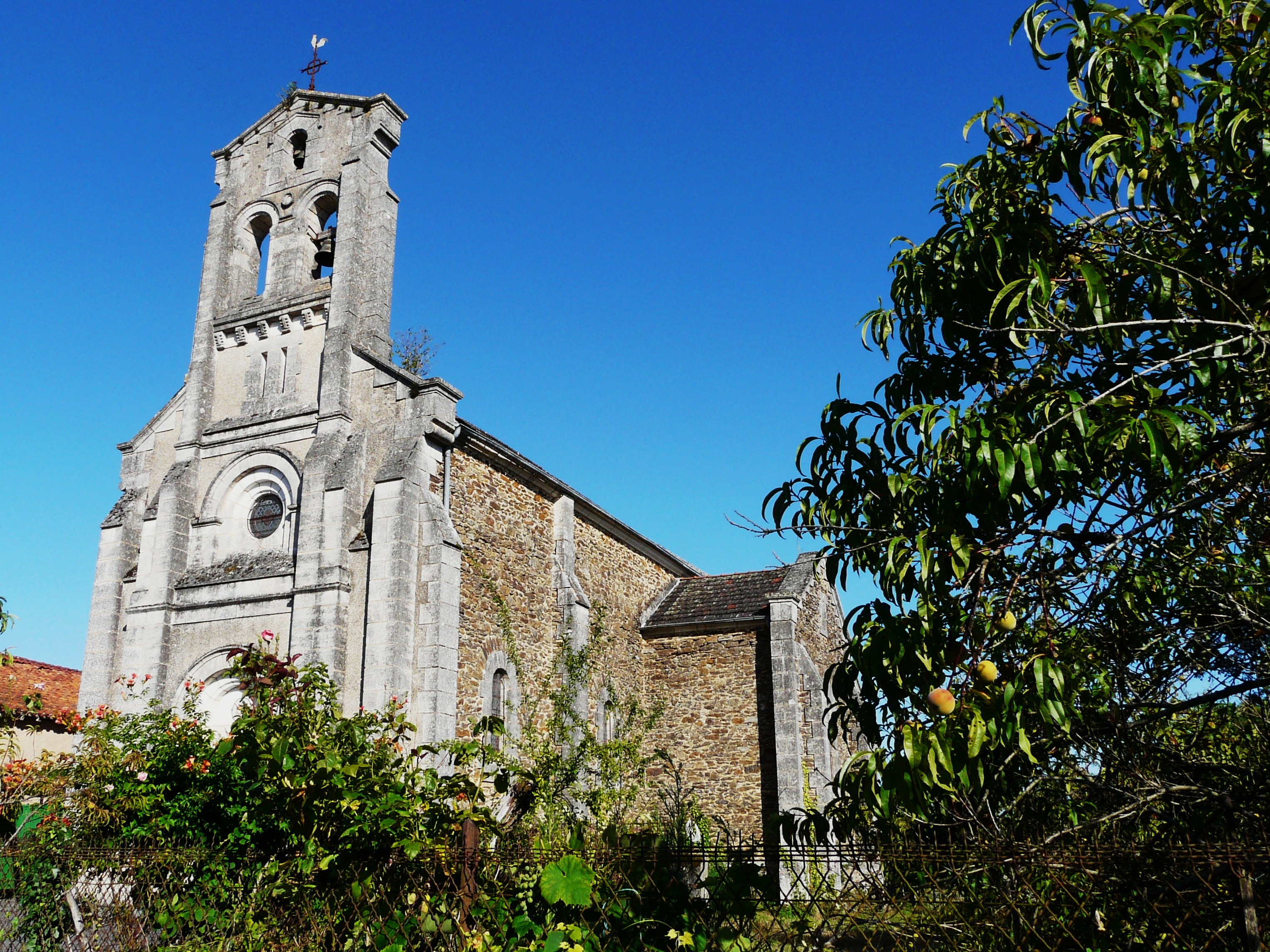
L'église de Pierrefiche.
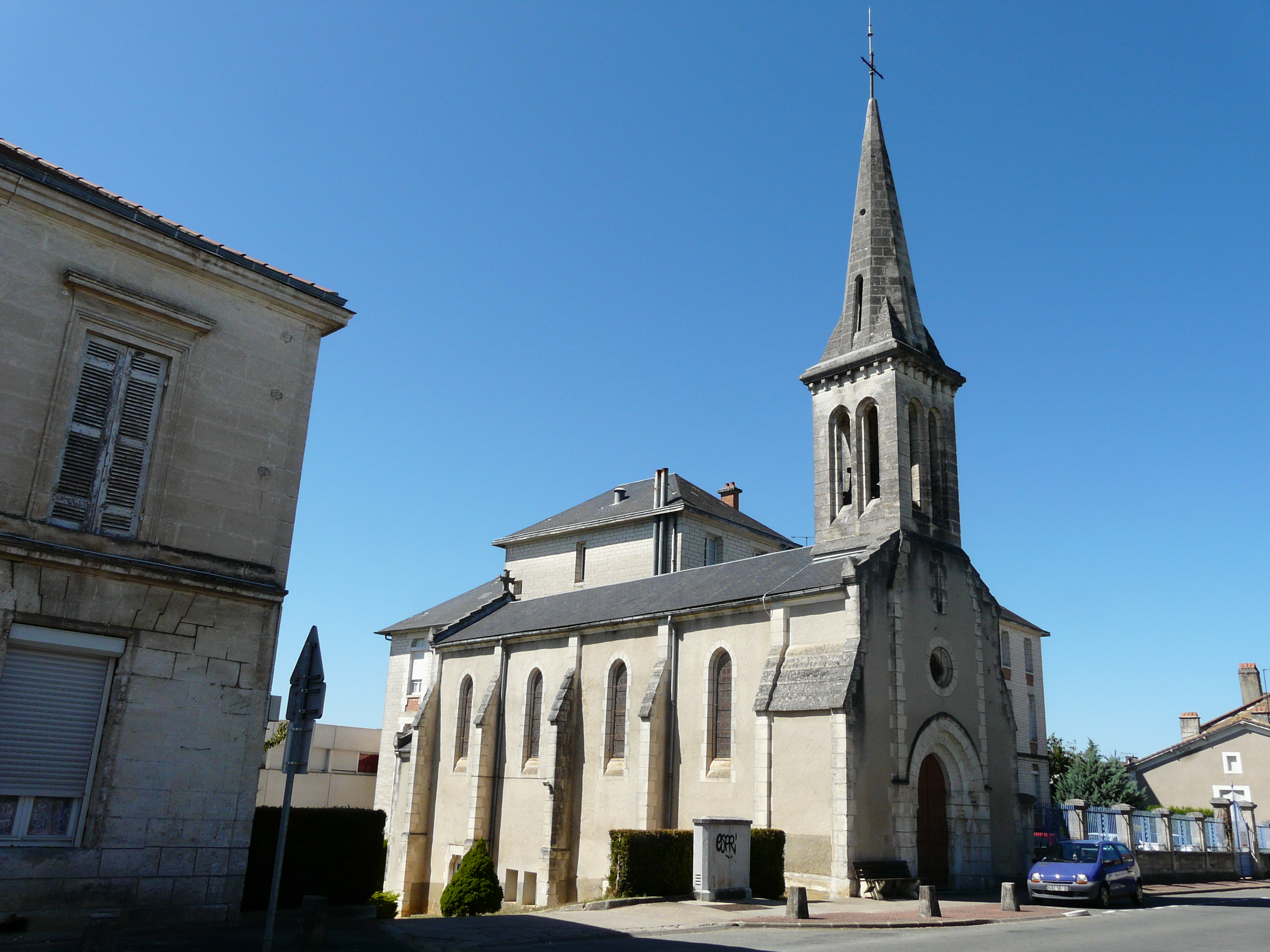
La chapelle de l'ancien hôpital.
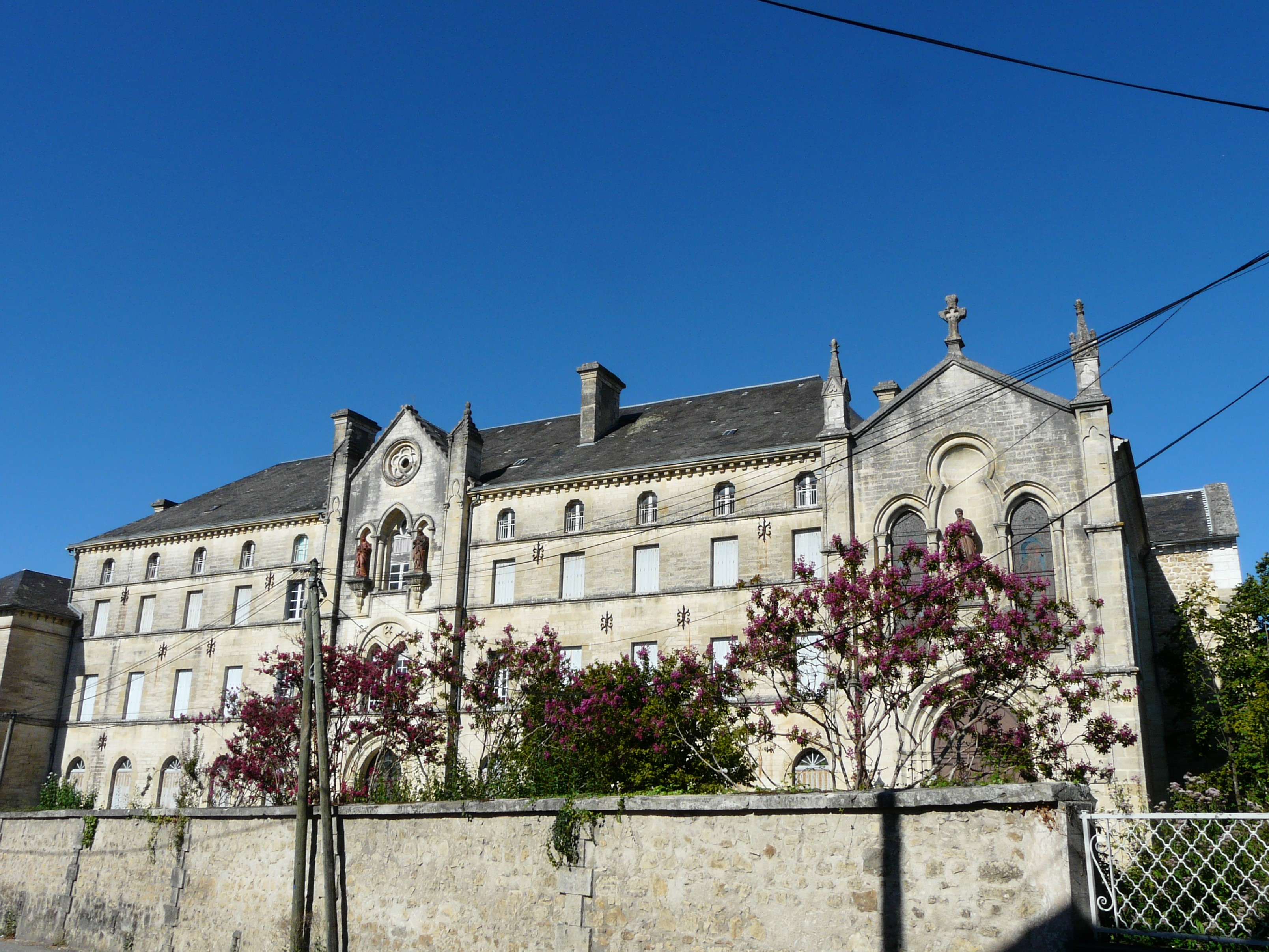
La façade de l'ancien couvent Saint-Paul
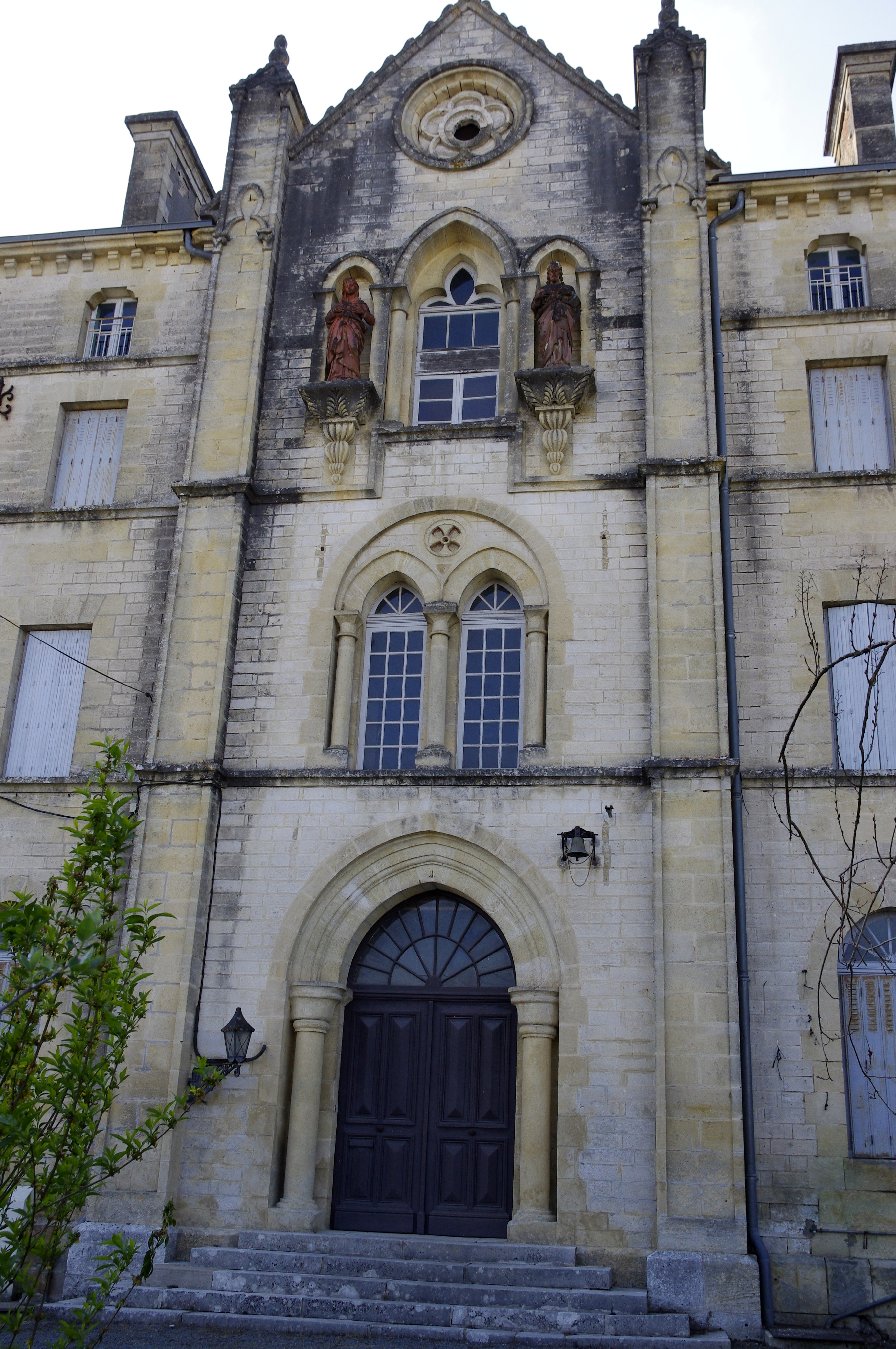
La chapelle du Sacré-Cœur de l'ancien couvent Saint-Paul
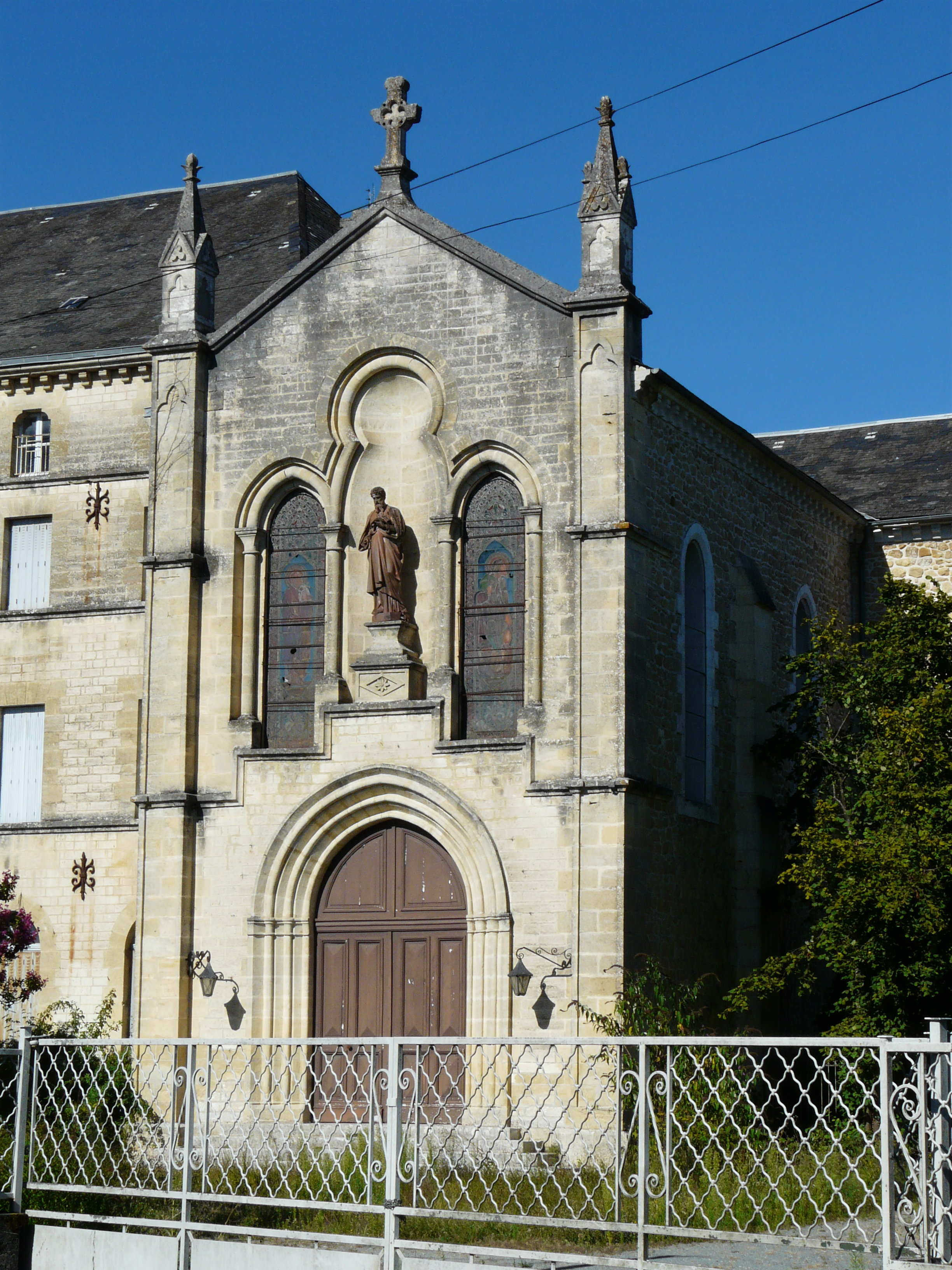
La chapelle Saint-Paul de l'ancien couvent Saint-Paul

### Personnalités liées à la commune
- Pierre Beylot (1920-), homme politique, est né à Thiviers
- Pierre Bouillon (1773-1831), peintre et graveur, prix de Rome en 1797, est né à Thiviers.
- Léonce Bourliaguet, (1895-1965), écrivain, est né à Thiviers ; il écrivit un roman dont l’action s’y déroule : Marie mon homme. Le collège  ainsi qu’une rue portent aujourd’hui son nom.
- Léon Martin Fourichon (1809-1884), né à Thiviers, est un officier de marine, administrateur colonial et homme politique français du XIXe siècle.
- Henri Mège (1883-1956), est un homme politique né à Thiviers.
- Antoine Justin Meilhodon (1827-1900) est un homme politique né à Thiviers.
- Pierre Théodore Noël du Payrat (1761-1832) est un homme politique né au château de Razac, sur le territoire communal.
- Michelle Puyrigaud (1926-2021), résistante et responsable communiste et née et a passé sa jeunesse à Thiviers.
- Jean-Paul Sartre, (1905-1980), écrivain et philosophe, passa ses vacances de jeunesse à Thiviers[101].
- Albert Emmanuel Theulier (1840-1912), est un homme politique né et décédé à Thiviers.
- Jean-Joseph de Verneilh-Puyraseau, (1759-1839), homme politique, fut maire de la commune sous la Révolution française[102].

### Héraldique
| Blason de Thiviers | Blason  | D'argent à l'arbre de sinople mouvant de la pointe accompagné en chef de deux fleurs de lys d'azur. Devise / Cri'Fortiter ac suaviter (Courageusement et avec douceur) |
| Blason de Thiviers | Détails | Le statut officiel du blason reste à déterminer. |
| Blason de Thiviers | Alias   | D'azur à la cloche d'argent, à la bordure de gueules*. * Il y a là non-respect de la règle de contrariété des couleurs : ces armes sont fautives (gueules sur azur).   |